# Du lịch Paris

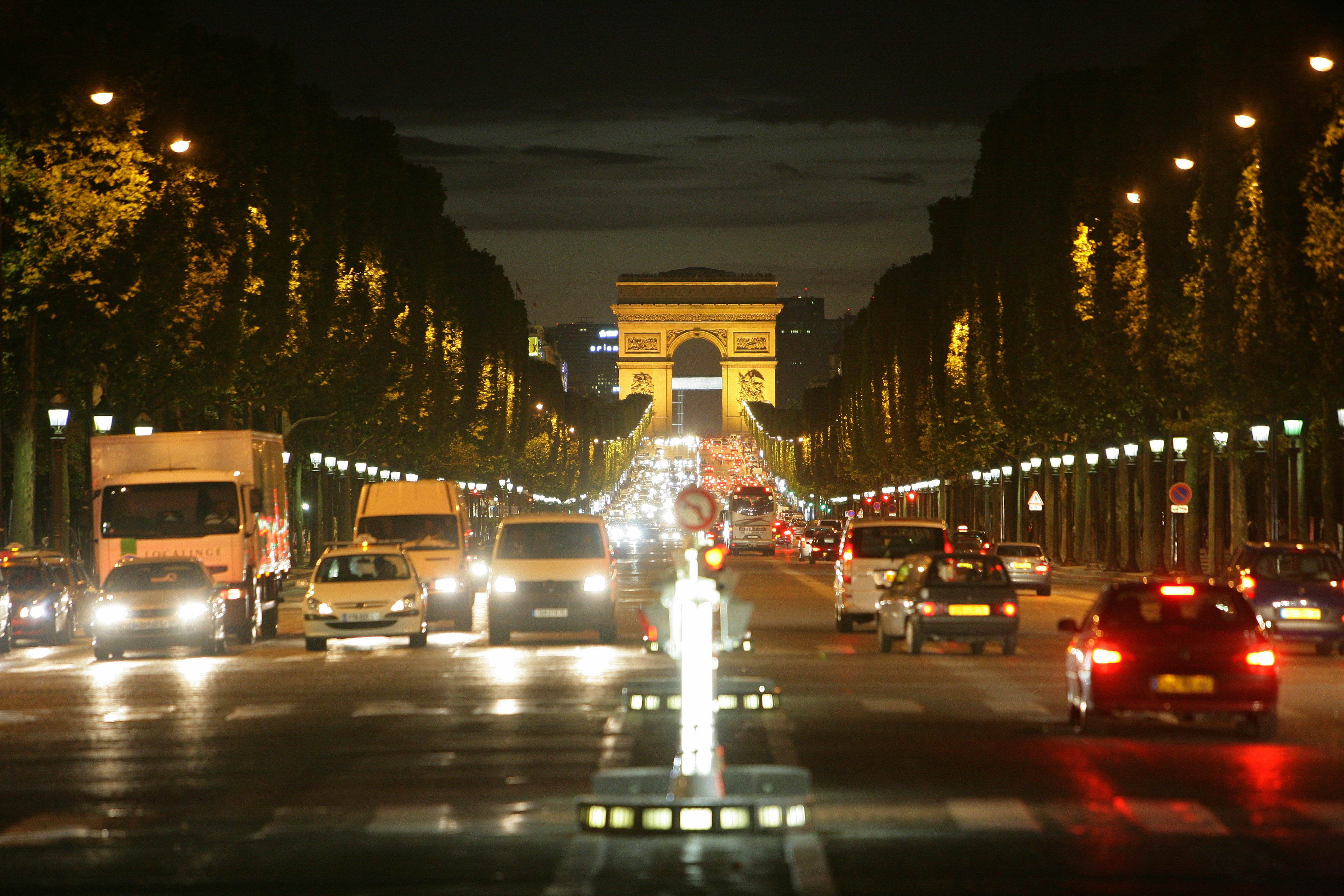
Đại lộ Champs-Élysées

Du lịch Paris là một trong những ngành kinh tế quan trọng không chỉ của thành phố Paris mà còn cả nước Pháp vì Paris được mệnh danh là trung tâm châu Âu và cũng là niềm tự hào của Pháp. Với vị trí địa lý, trung tâm chính trị, kinh tế, văn hóa đã giúp Paris trở thành một điểm đến hấp dẫn từ rất lâu trong lịch sử. Cuối thế kỷ 19 và đầu thế kỷ 20, thành phố đã nhiều lần tổ chức các triển lãm thế giới, đánh dấu cho việc ngành du lịch bắt đầu trở nên quan trọng đối với nền kinh tế thành phố. Trong thời kỳ phồn vinh này, Paris cũng đã xây dựng thêm nhiều công trình, khách sạn, cửa hàng... góp phần cho sự phát triển của du lịch thành phố ngày nay.
Đón khoảng 30 triệu du khách mỗi năm, Paris là một trong những điểm đến thu hút nhất. Bên cạnh du lịch giải trí, thành phố còn là địa điểm thường xuyên của các hội nghị, cũng là nơi tổ chức nhiều hội chợ, triển lãm quan trọng. Những công trình kiến trúc nổi tiếng, các bảo tàng với những hiện vật giá trị, các khu phố in đậm dấu ấn lịch sử, văn hóa, những trung tâm mua sắm... tất cả đã khiến du khách không ngừng tìm đến với "kinh đô ánh sáng". Những công trình, địa điểm vùng ngoại ô cùng góp phần làm Paris thêm phần hấp dẫn.
Ngành du lịch thành phố hiện nay cũng phải đối mặt với sự canh tranh từ nhiều đô thị lớn khác, đặc biệt là London và Roma. Nhiều khách du lịch đánh giá Paris là một thành phố đắt đỏ và kém hiếu khách. Mặc dù vậy, trong một cuộc điều tra của Văn phòng du lịch Paris vào mùa hè năm 2008, hầu như tất cả các du khách được hỏi đều cho biết họ sẽ quay lại thành phố này trong tương lai.

## Lịch sử

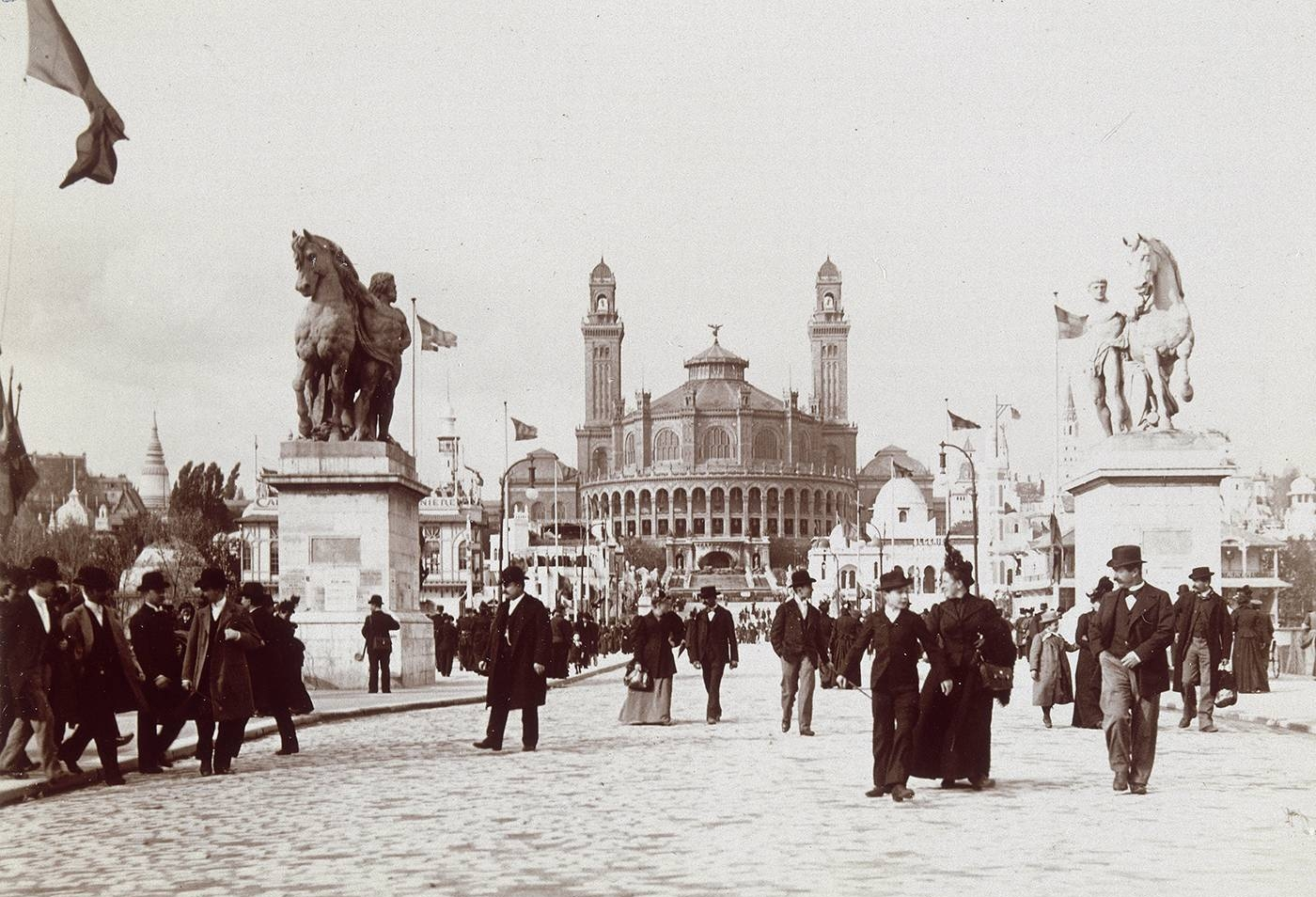
Palais du Trocadéro trong triển lãm thế giới năm 1900

Từ nhiều thế kỷ, với vai trò một trong những trung tâm giáo dục, tôn giáo và kinh tế của châu Âu, Paris đã là điểm đến của rất nhiều thương nhân, sinh viên, nghệ sĩ... Những tấm biển nhà trọ, khách sạn được ghi nhận lần đầu ở Paris vào khoảng năm 1300. Năm 1323, cuốn sách chỉ dẫn du lịch đầu tiên về thành phố do Jean de Jandun biên soạn được xuất bản. Mặc dù vậy, phải đến cuối thập niên 1830, nhờ sự xuất hiện của đường sắt, du lịch với khái niệm hiện đại mới thực sự trở nên quan trọng đối với thành phố.
Trong giai đoạn từ giữa thế kỷ 19 đến đầu thế kỷ 20, các triển lãm thế giới được tổ chức tại Paris là dịp thành phố đón nhận một lượng lớn các du khách đến từ khắp nước Pháp và thế giới. Năm 1855, triển lãm lần đầu tại Paris, cũng là lần đầu tiên tại Pháp, diễn ra từ 15 tháng 5 tới 15 tháng 11, thành phố đã đón hơn 5 triệu du khách. Năm 1867, lần thứ hai Triển lãm thế giới tại Paris, lượng khách tăng lên tới con số 8,8 triệu. Trong những dịp triển lãm tiếp theo được tổ chức tại Paris, lượng khách tới thành phố liên tục tăng mạnh, 16,2 triệu khách vào năm 1878 và 32,3 triệu khách vào năm 1889. Triển lãm thế giới năm 1900, Paris, khi đó dân số khoảng hơn 2,5 triệu, đã đón 50,9 triệu du khách.
Dành cho những cuộc triển lãm này, thành phố Paris đã xây dựng thêm rất nhiều công trình quan trọng. Tháp Eiffel khánh thành năm 1889, Grand Palais, cầu Alexandre-III dành cho triển lãm 1900. Một số khác đã bị phá hủy để nhường chỗ cho các công trình mới, như Palais de l'Industrie hoàn thành năm 1855, phá hủy năm 1896 cho Petit Palais và Grand Palais. Palais du Trocadéro xây dựng cho triển lãm 1878, đến 1937 được thay thế bằng Palais de Chaillot. Bên cạnh đó, để đón lượng khách khổng lồ, rất nhiều khách sạn đã xuất hiện vào giai đoạn này. Belle Époque cũng là thời kỳ khai sinh của các đại cửa hàng Lafayette, Printemps... các cabaret nổi tiếng Moulin Rouge, Olympia... những thành tố góp phần vào sự phát triển của du lịch Paris ngày nay.
Thế nhưng cho tới đầu thế kỷ 20, du lịch Paris vẫn chưa đạt được độ ổn định, lượng khách chỉ tập trung vào những năm triển lãm thế giới được tổ chức. Năm mở cửa, tháp Eiffel đón gần 2 triệu khách nhưng con số tụt xuống ngay năm tiếp theo. Lượng khách chỉ tăng mạnh trở lại trong những dịp triển lãm khác vào 1900, 1931 và 1937. Phải tới sau Chiến tranh thế giới thứ hai, cùng sự phát triển chung của du lịch thế giới, ngành du lịch của Paris mới dần có sự phát triển ổn định.

## Vai trò kinh tế
Paris vốn thuộc khu vực kinh tế thứ ba, không trực tiếp sản xuất mà thiên về các ngành dịch vụ, trong đó du lịch giữ một vai trò quan trọng. Theo thống kê vào năm 2007, du khách chiếm đến một nửa số người tới thăm các bảo tàng của Paris và du lịch cũng góp 8% trong doanh thu của công ty giao thông công cộng RATP, 10 đến 50% của ngành thương mại và 56% lượng khách đăng ký tại khách sạn.
Năm 2007, Paris có 156.250 người hưởng lương trực tiếp từ ngành du lịch, chiếm 12,5% lực lượng lao động của thành phố. Nếu so với lực lượng lao động ngành du lịch của cả vùng và quốc gia, Paris chiếm 43,9% của Île-de-France và 14% số người làm việc trong ngành du lịch của toàn bộ nước Pháp. Về số lượng công ty hoạt động trong lĩnh vực du lịch, với con số 15.101 cơ sở, Paris chiếm 43,8% của cả vùng và 8,7% của toàn nước Pháp. Cả hai con số này, lao động và công ty du lịch, đều tăng đáng kể trong 10 năm gần đây. Vào năm 1996, Paris chỉ có 119.970 lao động và 12.976 cơ sở thuộc ngành du lịch.
Trong ngành du lịch, hơn một nửa số lao động làm việc trong lĩnh vực nhà hàng, tiếp đó tới khách sạn, giao thông và chỉ khoảng 9% làm việc trong lĩnh vực giải trí. Tuy vậy tỷ lệ lượng lao động và doanh thu không hoàn toàn tương ứng. Ngành nhà hàng có lượng lao động gấp 2,4 lần so với khách sạn, doanh thu đạt 5,8 tỷ euro, trong khi đó các khách sạn cũng đạt tới 3,9 tỷ. Mặc dù Paris chỉ có 7 khách sạn 4* Luxe và 184 khách sạn 4*, tức khoảng hơn 10% tổng số khách sạn, nhưng doanh thu từ những phòng hạng sang này lên tới 2753,1 tỷ euro, tức khoảng 62% doanh thu của toàn bộ các khách sạn. Cũng con số của năm 2007, các hoạt động hội chợ và triển lãm đã thu về cho Paris 292 triệu euro. Riêng ngành giao thông, năm 2007, Aéroports de Paris đạt doanh thu 2,3 tỷ euro, RATP đạt 3,7 tỷ, Thalys đạt 364 triệu và Eurostar đạt 599 triệu euro.

## Hệ thống nhà hàng, khách sạn

### Nhà hàng

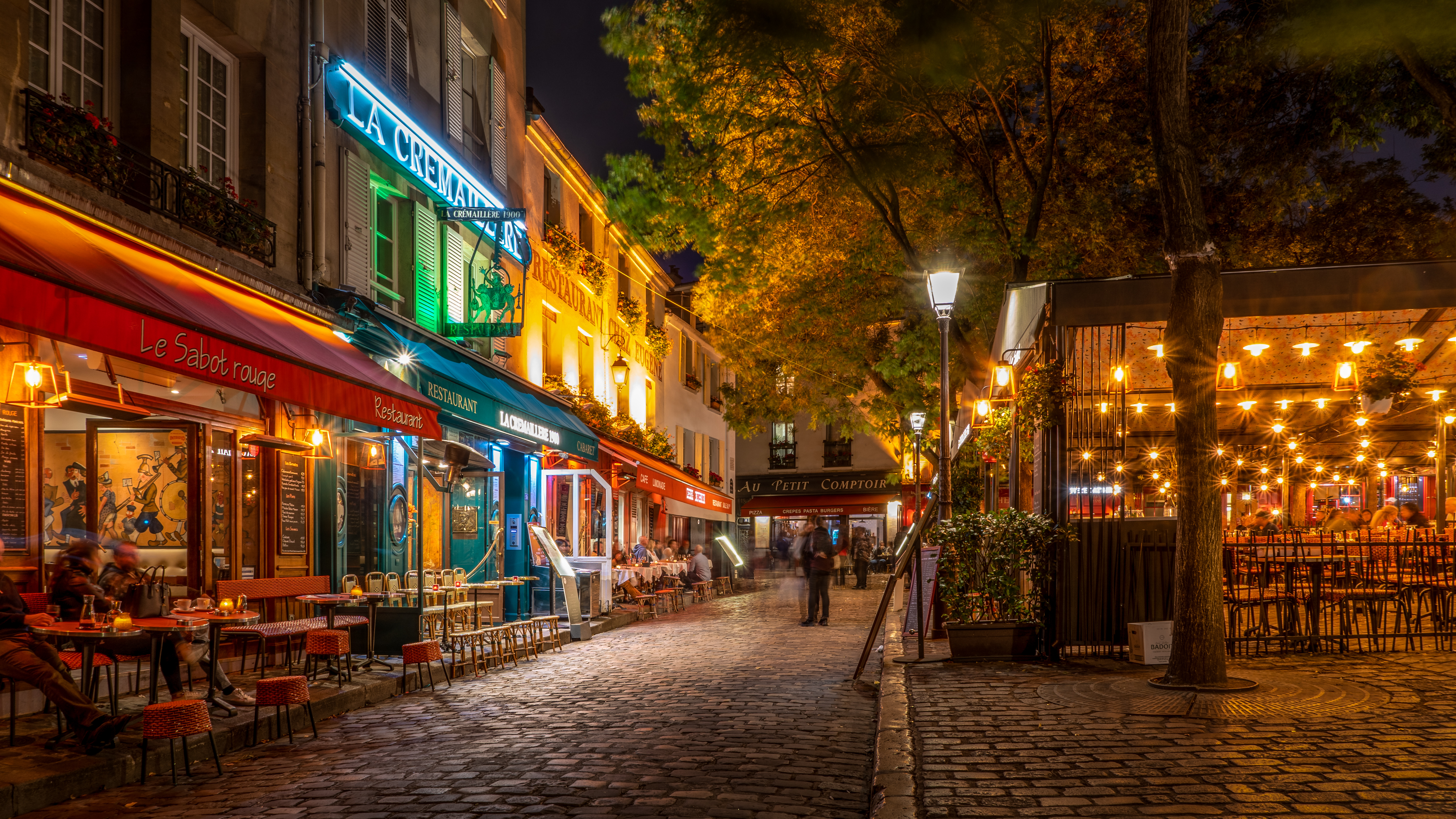
Nhà hàng trên quảng trường Place du Tertre, Quận 18

Thành phố Paris được công nhận rộng rãi như một trong những kinh đô của ẩm thực. Trên các bảng xếp hạng của tạp chí Restaurant hay sách chỉ dẫn du lịch Michelin, Paris có không ít nhà hàng xuất hiện ở những vị trí dẫn đầu. Nhiều đầu bếp nổi tiếng thế giới làm việc trong các nhà hàng, khách sạn ở nơi đây.
Năm 2006, toàn thành phố có hơn 10 ngàn nhà hàng, quán ăn. Dành cho những khách du lịch cao cấp, Paris có một số lượng không nhỏ những nhà hàng danh tiếng. Trong xếp hạng của Guide Michelin năm 2009, thành phố chiếm tới 10 trên tổng số 26 nhà hàng 3 sao của nước Pháp. Các khách sạn sang trọng như Plaza Athénée, Ritz, Bristol đều có những nhà hàng cao cấp với những đầu bếp danh tiếng phục vụ. Le Jules Verne trên tầng ba của tháp Eiffel hay Maxim's tại Quận 8 cũng nằm trong số những nhà hàng nổi tiếng của Paris.
Giống như những thành phố lớn khác trên thế giới, tại Paris có thể dễ dàng tìm thấy các hiệu ăn nhanh của McDonald's, Quick hay KFC. Bên cạnh đó, những hiệu bánh mỳ kebab, các cửa hàng ăn nhanh châu Á cũng có mặt khắp mọi nơi. Tại những khu phố du lịch như Montmartre hay Quận La Tinh tập trung rất nhiều những nhà hàng trung bình. Các khách du lịch sinh viên còn có thể dùng bữa trong các căng tin thuộc hệ thống nhà ăn sinh viên của thành phố.

### Khách sạn

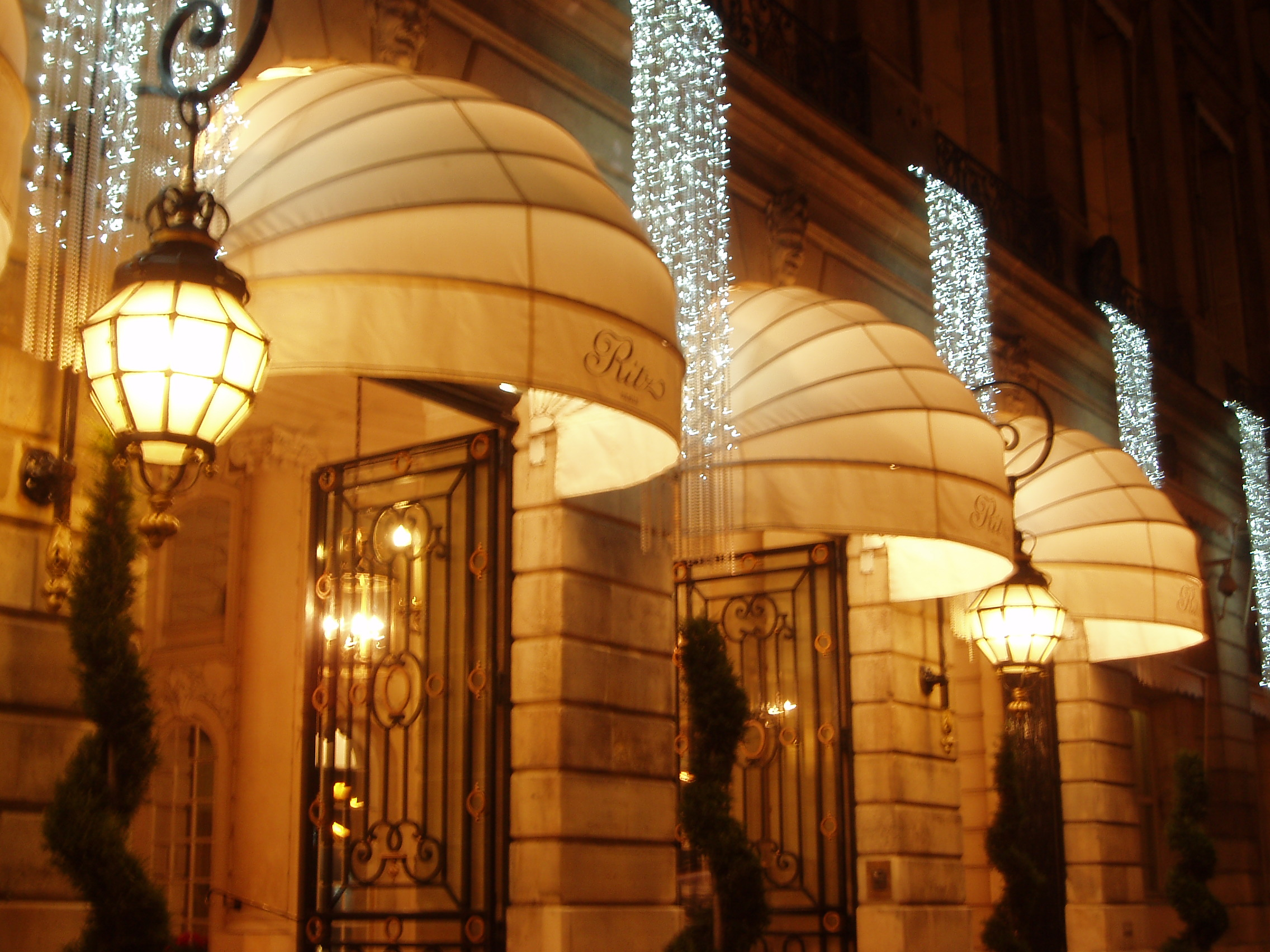
Ritz, một trong những khách sạn sang trọng nhất Paris

Để đón tiếp khoảng 30 triệu lượt khách mỗi năm, Paris có một hệ thống khách sạn, nhà nghỉ đặc biệt đa dạng, từ những phòng sang trọng bậc nhất cho tới các quán trọ sinh viên, khu cắm trại. Năm 2007, các phòng 2 sao của Paris có giá trung bình 88 euro một đêm, đứng thứ 17 trên 20 đô thị lớn của thế giới. Ngược lại, các phòng khách sạn sang trọng ở đây lại đắt thứ tư thế giới, trung bình 342 euro một đêm, sau London, Genève và Moskva.
Thành phố có bảy khách sạn được mệnh danh palace – đặc biệt sang trọng, gồm Bristol, Crillon, Fouquet's Barrière, George V, Meurice, Plaza Athénée và Ritz. Phần lớn trong số này đều mở cửa vào khoảng cuối thế kỷ 19, đầu thế kỷ 20 và đều nằm bên hữu ngạn. Fouquet's Barrière khánh thành cuối 2006 trở thành palace duy nhất mở cửa sau 1928 và cũng là palace duy nhất còn thuộc về một tập đoàn của Pháp. Dành cho cắm trại, Paris có một địa điểm ở rừng Boulogne. Trong nội ô Paris chỉ có hai Nhà trọ thanh niên (Youth hostel) ở đại lộ Jules-Ferry thuộc Quận 11 và phố Vitruve thuộc Quận 20, tổng cộng hơn 530 giường. Thuộc vành đai nhỏ, rất gần Paris, còn có hai Nhà trọ thanh niên khác với hơn 500 giường. Dự kiến năm 2012, nội ô thành phố sẽ có thêm Nhà trọ thanh niên thứ ba ở phố Pajol.
Năm 2007, Paris có 1.466 khách sạn với 152.358 giường và 62 cư xá du lịch với 12.500 giường. Số khách sạn của Paris chiếm khoảng 60% của cả vùng và phân bố không đồng đều giữa các quận. Trong khi Quận 9 chiếm tới 180 khách sạn, đứng cao nhất, thì ở các Quận 19 và 20 chỉ có 17 khách sạn. Số lượng phòng cũng tập trung chủ yếu vào các hạng 2 và 3 sao, chiếm 77% trong tổng số 76.179 phòng. Trong khoảng 15 năm gần đây, số lượng khách sạn của Paris chỉ tăng nhẹ, nhưng số phòng hạng sang lại tăng rất mạnh. Năm 2007, thành phố có 723 phòng 4 sao Luxe, tăng 233,2% so với năm 1997. Mặc dù có 7 khách sạn được mệnh danh palace, nhưng theo hệ thống phân loại chính thức, Paris lại có 7 khách sạn xếp 4 sao Luxe – tức 4 sao Xa xỉ, hạng cao nhất – là Fouquet’s Barrière, L’Hôtel, Plaza Athénée, Ritz Paris, Scribe Paris, Vendôme và Meurice.
Tuy là một thành phố đón khách du lịch trong suốt cả năm, nhưng có hai mùa lượng khách ở các khách sạn thấp hơn mức trung bình. Mùa thứ nhất từ giữa tháng 11 cho tới cuối tháng 2, đặc biệt trong tháng 1 và tháng 2, lượng khách tụt xuống ở mức thấp nhất. Khoảng thời gian từ giữa tháng 7 cho tới cuối tháng 8, lượng khách cũng giảm nhưng ở mức độ thấp hơn. Nếu tính riêng lượng khách người Pháp thì tháng 8 lại là tháng vắng vẻ nhất, còn với du khách ngoại quốc thì tháng 1 là khoảng thời gian kém nhất trong năm. Về giá cả, dù lượng khách trong năm không đồng đều, nhưng giá phòng các khách sạn Paris không có sự thay đổi lớn. Trong năm 2007, giá hai tháng cao điểm nhất là tháng 6 và tháng 10, thời điểm của triển lãm Paris Air Show và giải Vô địch bóng bầu dục thế giới, trung bình lên tới khoảng gần 180 euro cho một phòng. Trong khi đó những tháng còn lại chủ yếu dao động trong khoảng 130 đến 140 euro.
Trong năm 2007, các khách sạn Paris đón 15,4 triệu khách. Tổng số đêm các khách nghỉ trọ là 35,7 triệu, tức trung bình mỗi khách nghỉ 2,31 đêm ở khách sạn Paris. Lượng khách người Pháp chiếm 43,1%, nhưng tính số đêm nghỉ thì chỉ chiếm 34,5%. Trong số khách nước ngoài, người Mỹ và người Anh chiếm số đông nhất, tiếp theo tới Tây Ban Nha và Ý.

 
| Anh Quốc                                                      | 1.315.934 | 15,7 | -7,1 %  |
| Hoa Kỳ                                                        | 1.229.431 | 14,7 | -18,3 % |
| Ý                                                             | 747.656   | 8,9  | -1,3 %  |
| Tây Ban Nha                                                   | 678.289   | 8,1  | -10,2 % |
| Đức                                                           | 605.383   | 7,2  | -4,8 %  |
| Nhật Bản                                                      | 541.578   | 6,5  | -14,1 % |
| Bỉ                                                            | 277.964   | 3,3  | +1,9 %  |
| Nguồn: Văn phòng du lịch Paris. Tỷ lệ riêng khách nước ngoài. |           |      |         |

| Lượng khách sạn ở Paris         | Lượng khách sạn ở Paris | Lượng khách sạn ở Paris | Lượng khách sạn ở Paris | Lượng khách sạn ở Paris | Lượng khách sạn ở Paris | Lượng khách sạn ở Paris |
| Hạng                            | Số lượng                | Tỷ lệ %                 | Tăng 08/98              | Số phòng                | Tỷ lệ %                 | Tăng 98/08              |
| ------------------------------- | ----------------------- | ----------------------- | ----------------------- | ----------------------- | ----------------------- | ----------------------- |
| 0                               | 35                      | 2,4                     | +59,1 %                 | 1.746                   | 2,3                     | +147,3 %                |
| 1                               | 112                     | 7,6                     | -25,3 %                 | 3.120                   | 4,1                     | -27,6 %                 |
| 2                               | 540                     | 36,9                    | -11,9 %                 | 23.272                  | 30,5                    | -11,2 %                 |
| 3                               | 587                     | 40,1                    | +7,3 %                  | 26.350                  | 34,5                    | +0,6 %                  |
| 4                               | 184                     | 12,6                    | +75,2 %                 | 20.937                  | 27,4                    | +49,3 %                 |
| 4 Luxe                          | 7                       | 0,5                     | +600,0 %                | 884                     | 1,2                     | +307,4 %                |
| Tổng số                         | 1.465                   | 100                     | +1,9 %                  | 76.309                  | 100                     | +6,5 %                  |
| Nguồn: Văn phòng du lịch Paris. |                         |                         |                         |                         |                         |                         |

## Các địa điểm thu hút du lịch

### Công trình kiến trúc

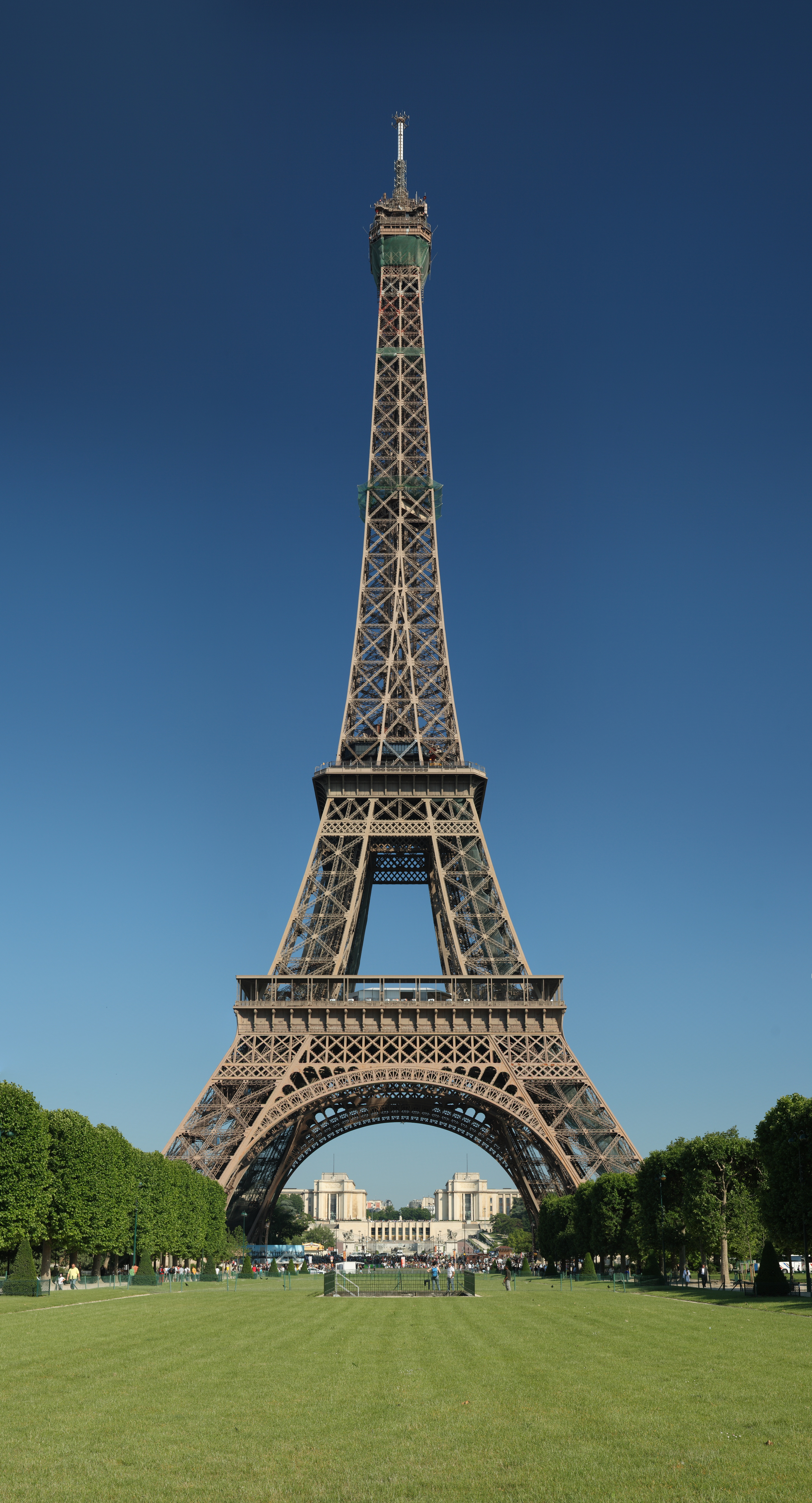
Tháp Eiffel, công trình nổi tiếng nhất của Paris

Paris có một lịch sử hơn hai ngàn năm với nhiều biến động và các công trình kiến trúc chính là những minh chứng sống động nhất cho những bước thăng trầm của thành phố. Ngày nay Paris có 171 công trình tôn giáo, 219 nhà hát, 173 bảo tàng, 150 phòng hòa nhạc, 110 trung tâm chiếu phim. Phần lớn các di sản kiến trúc nổi tiếng của thành phố đều là những công trình tôn giáo, các cung điện, dinh thự hoàng gia hoặc các công trình xây dựng nhân dịp triển lãm thế giới.
Thời kỳ Lã Mã đã lùi quá xa và không để lại ở Paris nhiều dấu ấn, nhưng ngày nay vẫn có thể tìm thấy ở Đấu trường Lutetia hay Bảo tàng quốc gia Trung Cổ. Khi Paris dần trở thành một trung tâm của Cơ Đốc giáo cũng là khi các nhà thờ, tu viện dần mọc lên. Tu viện Saint-Germain-des-Prés nằm trong khu phố cùng tên là tu viện cổ nhất của thành phố, được xây dựng lần đầu vào thế kỷ 6. Nằm trên đảo Île de la Cité, Sainte-Chapelle và Nhà thờ Đức Bà là hai di sản tôn giáo quan trọng bậc nhất Paris, cũng là những công trình tiêu biểu cho kiến trúc gothic. Mang phong cách tân cổ điển, Nhà thờ Madeleine có vẻ bề ngoài khác với các nhà thờ Công giáo khác, nằm tại Quận 8, hoàn thành năm 1842. Sacré-Cœur, nhà thờ với mái vòm nổi tiếng xây dựng cuối thế kỷ 19, ngày nay là địa điểm thu hút du khách thứ hai của Paris, chỉ sau nhà thờ Đức Bà.
Là kinh đô của một trong những quốc gia lớn nhất châu Âu từ nhiều thế kỷ, các cung điện hoàng gia, dinh thự quý tộc hiện diện khắp Paris. Ngay tại trung tâm thành phố, bảo tàng Louvre vốn là cung điện của hoàng gia Pháp trước khi triều đình chuyển về lâu đài Versailles. Nằm kế bên, vườn Tuileries cũng từng là địa điểm của một cung điện nổi tiếng cùng tên, nhưng ngày nay không còn dấu vết. Không xa Louvre, Palais-Royal được xây dựng lần đầu năm 1622 cho vị Hồng y đầy quyền lực Richelieu, cùng giữ vai trò cung điện hoàng gia trong một thời gian ngắn. Trong những năm tháng huy hoàng của thời đại phong kiến, các quý tộc Paris đã xây dựng rất nhiều dinh thự. Với quá trình đô thị hóa, các công trình vốn thuộc ngoại ô, ngày nay đã nằm trong trung tâm thành phố. Và trải qua thời gian, các dinh thự quý tộc xa hoa phần lớn đã trở thành bảo tàng – như Carnavalet, Picasso, Rodin – hoặc công sở, dành cho các cơ quan quan trọng – như Điện Élysée, Dinh thự Matignon, Cung điện Luxembourg, Palais Bourbon... Bên cạnh các cung điện, dinh thự, thời kỳ quân chủ còn để lại ở Paris nhiều công trình tưởng niệm, nổi tiếng nhất trong số đó phải kể tới Khải Hoàn Môn, Điện Invalides và Điện Panthéon.
Khi nền quân chủ kết thúc, Paris bước vào thời kỳ Belle Époque và những công trình xây dựng nhân dịp triển lãm thế giới ghi dấu ấn của giai đoạn tươi đẹp này. Tháp Eiffel, biểu tượng của Paris, khánh thành nhân dịp triển lãm năm 1889, cũng là dịp kỷ niệm 100 năm Cách mạng Pháp. Năm 1900, khi triển lãm thế giới một lần nữa quay trở lại Paris, thành phố đã xây dựng Petit Palais, Grand Palais, cầu Alexandre-III... Palais de Chaillot, địa điểm chính để ngắm nhìn Tháp Eiffel, cũng được xây dựng nhân dịp triển lãm năm 1937, thay thế cho Palais du Trocadéro trước đó.
Cuối thế kỷ 20, kiến trúc Paris tiếp tục thêm đa dạng nhờ những công trình hiện đại do các kiến trúc sư nổi tiếng trên thế giới thiết kế. Khi Louvre được cải tạo lại vào thập niên 1980, Ieoh Ming Pei đã xây dựng Kim tự tháp kính nổi tiếng trên sân của bảo tàng. Viện Thế giới Ả Rập và Bảo tàng Quai Branly là hai trong số các tác phẩm của Jean Nouvel ở Paris. Nằm ở ngoại ô thành phố, Grande Arche, công trình nhân dịp 200 năm Cách mạng Pháp, là một thiết kế nổi tiếng của kiến trúc sư Đan Mạch Johann Otto von Spreckelsen.
Bên cạnh những công trình kiến trúc, các cây cầu Alexandre-III, Pont Neuf, Pont des Arts... các nghĩa trang Père-Lachaise, Montparnasse... cùng những khu vườn Tuileries, Luxembourg.. cũng là những địa điểm thu hút du khách của Paris.

### Bảo tàng

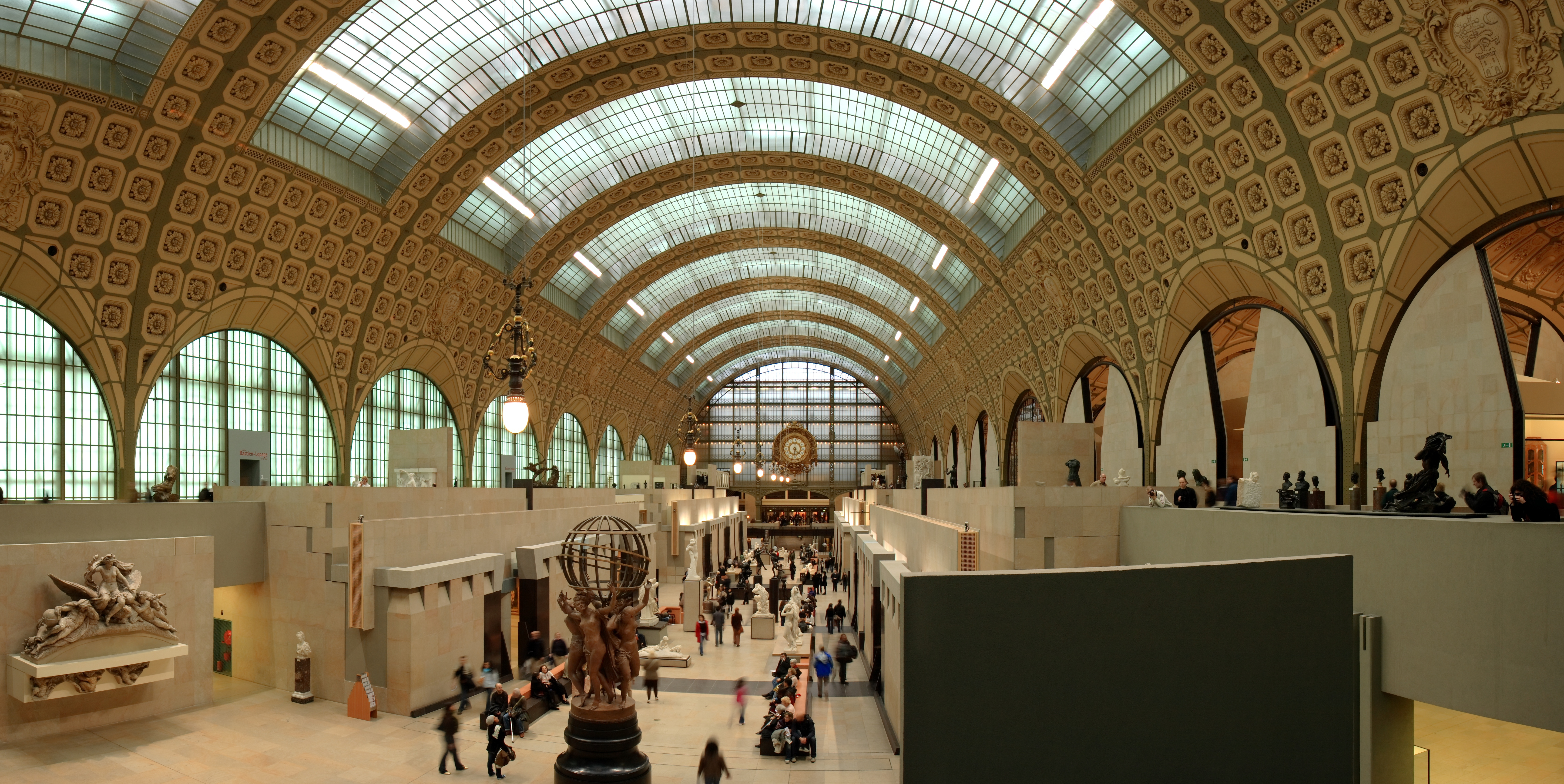
Du khách thăm Bảo tàng Orsay

Vai trò trung tâm văn hóa, nghệ thuật của Paris cũng được thể hiện rõ nét qua hệ thống bảo tàng đa dạng của thành phố. Ngày nay Paris có 173 bảo tàng, trong đó 14 bảo tàng thuộc hệ thống quốc gia, 14 thuộc về thành phố Paris, phần còn lại là các bảo tàng tư nhân hoặc thuộc các cơ quan khác. Bộ sưu tập hiện vật của các bảo tàng Paris gồm nhiều lĩnh vực đa dạng, trong đó đặc biệt phong phú về lịch sử, các nền văn minh cổ và nghệ thuật. Trong cuốn tiểu thuyết nổi tiếng Mật mã Da Vinci, nhà văn Dan Brown từng viết:
| “ | Từ nơi dạo mát ở cuối vườn Tuileries, người ta có thể nhìn thấy bốn trong số những bảo tàng nghệ thuật tuyệt vời nhất thế giới ở bốn hướng Đông, Tây, Nam, Bắc. Nhìn ra ngoài cửa xe bên phải, theo hướng nam bên kia sông Seine và bến Voltaire, Langdon có thể thấy mặt ngoài sáng trưng của nhà ga xe lửa cũ - nay là Bảo tàng Orsay sang quý. Đưa mắt sang trái, Langdon có thể nhìn thấy đỉnh của Trung tâm Pompidou tối tân, là nơi đặt Bảo tàng Nghệ thuật hiện đại. Đằng sau ông về phía Tây, Langdong biết đó là đài tưởng niệm cổ xưa của Ramses vươn trên cây cối, đánh dấu chỗ của Bảo tàng Jeu de Paume. Thẳng trước mặt, về hướng đông, qua cái cổng tò vò, Langdon có thể nhìn thấy lâu đài kiểu Phục Hưng làm bằng đá nguyên khối giờ đây đã trở thành một trong những lâu đài nghệ thuật nổi tiếng nhất thế giới. Bảo tàng Louvre. | ” |

Bảo tàng Louvre của Paris ngày nay được xem như một trong những bảo tàng nổi tiếng nhất thế giới. Với những hiện vật giá trị về các nền văn minh cổ, nghệ thuật Hồi giáo và nghệ thuật châu Âu từ thế kỷ 13 cho tới giữa thế kỷ 19, hàng năm Louvre thu hút khoảng 8 triệu lượt khách viếng thăm. Bảo tàng nghệ thuật quan trọng tiếp theo là Orsay với bộ sưu tập nghệ thuật từ nửa sau thế kỷ 19 cho tới thời kỳ khai sinh trường phái Lập thể. Các họa phẩm Ấn tượng và Hậu ấn tượng cũng được trưng bày ở bảo tàng Orangerie, Marmottan Monet. Giai đoạn tiếp theo của nghệ thuật châu Âu được trưng bày ở Trung tâm Georges-Pompidou, Bảo tàng Nghệ thuật hiện đại thành phố Paris. Một bảo tàng nghệ thuật quan trọng khác là Petit Palais trưng bày các tác phẩm mỹ thuật từ Cổ đại tới cuối thế kỷ 19. Bên cạnh đó có thể kể tới một số bảo tàng dành riêng cho các nghệ sĩ nổi tiếng như bảo tàng quốc gia Eugène Delacroix, bảo tàng Rodin, bảo tàng Picasso.
Về Hồi giáo, ngoài Louvre, Viện thế giới Ả Rập nằm ở Quận 5 cũng là một địa điểm quan trọng về văn hóa Ả Rập. Nghệ thuật châu Á, Paris có hai bảo tàng Quai Branly và Guimet, nơi sở hữu những bộ sưu tập phong phú bậc nhất nằm ngoài châu Á. Lĩnh vực lịch sử còn có Bảo tàng Cluny trưng bày các hiện vật về thời Trung Cổ, Bảo tàng Carnavalet với các hiện vật về lịch sử Paris và Điện Invalides với bộ sưu tập về vũ khí. Ngoài ra có thể kể đến những bảo tàng đa dạng khác như Cité de la musique về âm nhạc, Cité des sciences et de l'industrie về khoa học và kỹ thuật, Bảo tàng lịch sử tự nhiên quốc gia, Bảo tàng sáp Grévin...
Năm 2007, trong 10 bảo tàng thu hút nhất thế giới, Paris có Louvre và Trung tâm Pompidou chiếm hai vị trí đầu cùng Orsay ở vị trí thứ 9. Bên cạnh các hiện vật trưng bày thường xuyên, những cuộc triển lãm cũng giữ vai trò quan trọng trong hoạt động của bảo tàng. Triển lãm Trésors d’Égypte (Kho báu Ai Cập) từ 10 tháng 12 năm 2006 tới 14 tháng 3 năm 2007 tại Grand Palais đã thu hút 730 ngàn lượt khách. De Cézanne à Picasso, chefs d’oeuvre de la galerie Vollard (Từ Cézanne tới Picasso, những kiệt tác của gallery Vollard) được tổ chức tại bảo tàng Orsay từ 19 tháng 6 tới 16 tháng 9 năm 2007 đã có 482.179 khách thăm.

 
| \| Địa điểm \| Địa điểm \| 2006 \| 2007 \| \| ------------------- \| ----------------------------------------------- \| ---------- \| ---------- \| \| 1 \| Nhà thờ Đức Bà¹ \| 13.650.000 \| 13.650.000 \| \| 2 \| Nhà thờ Sacré-Coeur¹ \| 10.500.000 \| 10.500.000 \| \| 3 \| Bảo tàng Louvre \| 8.348.000 \| 8.260.000 \| \| 4 \| Tháp Eiffel \| 6.695.131 \| 6.797.409 \| \| 5 \| Trung tâm Pompidou \| 5.133.506 \| 5.509.425 \| \| 7 \| Bảo tàng Orsay \| 3.009.203 \| 3.166.509 \| \| 6 \| Cité des sciences et de l’industrie \| 3.055.000 \| 3.030.628 \| \| 8 \| Chapelle Notre-Dame de la Médaille Miraculeuse¹ \| 2.000.000 \| 2.000.000 \| \| 9 \| Khải Hoàn Môn \| 1.330.738 \| 1.543.295 \| \| 10 \| Bảo tàng Quai Branly \| 952.770 \| 1.379.623 \| \| 11 \| Bảo tàng lịch sử tự nhiên quốc gia \| 1.344.344 \| 1.372.804 \| \| 12 \| Bảo tàng Vũ khí \| 1.130.841 \| 1.188.728 \| \| 13 \| Sainte-Chapelle \| 833.392 \| 866.982 \| \| 14 \| Bảo tàng Grévin \| 682.000 \| 762.000 \| \| 15 \| Viện Thế giới Ả Rập \| 822.285 \| 724.805 \| \| 16 \| Bảo tàng Rodin \| 621.513 \| 700.001 \| \| 17 \| Bảo tàng Orangerie \| 447.093 \| 598.762 \| \| 18 \| Petit Palais \| 787.418 \| 576.339 \| \| 19 \| Tháp Montparnasse \| 458.000 \| 554.372 \| \| 20 \| Điện Panthéon \| 454.999 \| 507.452 \| \| 1. Số liệu ước tính \| \| \| \| | Mặt trước Nhà thờ Đức Bà Bên trong Sainte-Chapelle |            |            |
| \| Địa điểm \| Địa điểm \| 2006 \| 2007 \| \| ------------------- \| ----------------------------------------------- \| ---------- \| ---------- \| \| 1 \| Nhà thờ Đức Bà¹ \| 13.650.000 \| 13.650.000 \| \| 2 \| Nhà thờ Sacré-Coeur¹ \| 10.500.000 \| 10.500.000 \| \| 3 \| Bảo tàng Louvre \| 8.348.000 \| 8.260.000 \| \| 4 \| Tháp Eiffel \| 6.695.131 \| 6.797.409 \| \| 5 \| Trung tâm Pompidou \| 5.133.506 \| 5.509.425 \| \| 7 \| Bảo tàng Orsay \| 3.009.203 \| 3.166.509 \| \| 6 \| Cité des sciences et de l’industrie \| 3.055.000 \| 3.030.628 \| \| 8 \| Chapelle Notre-Dame de la Médaille Miraculeuse¹ \| 2.000.000 \| 2.000.000 \| \| 9 \| Khải Hoàn Môn \| 1.330.738 \| 1.543.295 \| \| 10 \| Bảo tàng Quai Branly \| 952.770 \| 1.379.623 \| \| 11 \| Bảo tàng lịch sử tự nhiên quốc gia \| 1.344.344 \| 1.372.804 \| \| 12 \| Bảo tàng Vũ khí \| 1.130.841 \| 1.188.728 \| \| 13 \| Sainte-Chapelle \| 833.392 \| 866.982 \| \| 14 \| Bảo tàng Grévin \| 682.000 \| 762.000 \| \| 15 \| Viện Thế giới Ả Rập \| 822.285 \| 724.805 \| \| 16 \| Bảo tàng Rodin \| 621.513 \| 700.001 \| \| 17 \| Bảo tàng Orangerie \| 447.093 \| 598.762 \| \| 18 \| Petit Palais \| 787.418 \| 576.339 \| \| 19 \| Tháp Montparnasse \| 458.000 \| 554.372 \| \| 20 \| Điện Panthéon \| 454.999 \| 507.452 \| \| 1. Số liệu ước tính \| \| \| \| | Nguồn: Văn phòng du lịch Paris.                    |            |            |
| Địa điểm | Địa điểm                                           | 2006       | 2007       |
| 1 | Nhà thờ Đức Bà¹                                    | 13.650.000 | 13.650.000 |
| 2 | Nhà thờ Sacré-Coeur¹                               | 10.500.000 | 10.500.000 |
| 3 | Bảo tàng Louvre                                    | 8.348.000  | 8.260.000  |
| 4 | Tháp Eiffel                                        | 6.695.131  | 6.797.409  |
| 5 | Trung tâm Pompidou                                 | 5.133.506  | 5.509.425  |
| 7 | Bảo tàng Orsay                                     | 3.009.203  | 3.166.509  |
| 6 | Cité des sciences et de l’industrie                | 3.055.000  | 3.030.628  |
| 8 | Chapelle Notre-Dame de la Médaille Miraculeuse¹    | 2.000.000  | 2.000.000  |
| 9 | Khải Hoàn Môn                                      | 1.330.738  | 1.543.295  |
| 10 | Bảo tàng Quai Branly                               | 952.770    | 1.379.623  |
| 11 | Bảo tàng lịch sử tự nhiên quốc gia                 | 1.344.344  | 1.372.804  |
| 12 | Bảo tàng Vũ khí                                    | 1.130.841  | 1.188.728  |
| 13 | Sainte-Chapelle                                    | 833.392    | 866.982    |
| 14 | Bảo tàng Grévin                                    | 682.000    | 762.000    |
| 15 | Viện Thế giới Ả Rập                                | 822.285    | 724.805    |
| 16 | Bảo tàng Rodin                                     | 621.513    | 700.001    |
| 17 | Bảo tàng Orangerie                                 | 447.093    | 598.762    |
| 18 | Petit Palais                                       | 787.418    | 576.339    |
| 19 | Tháp Montparnasse                                  | 458.000    | 554.372    |
| 20 | Điện Panthéon                                      | 454.999    | 507.452    |
| 1. Số liệu ước tính |                                                    |            |            |

### Nhà hát, sân khấu

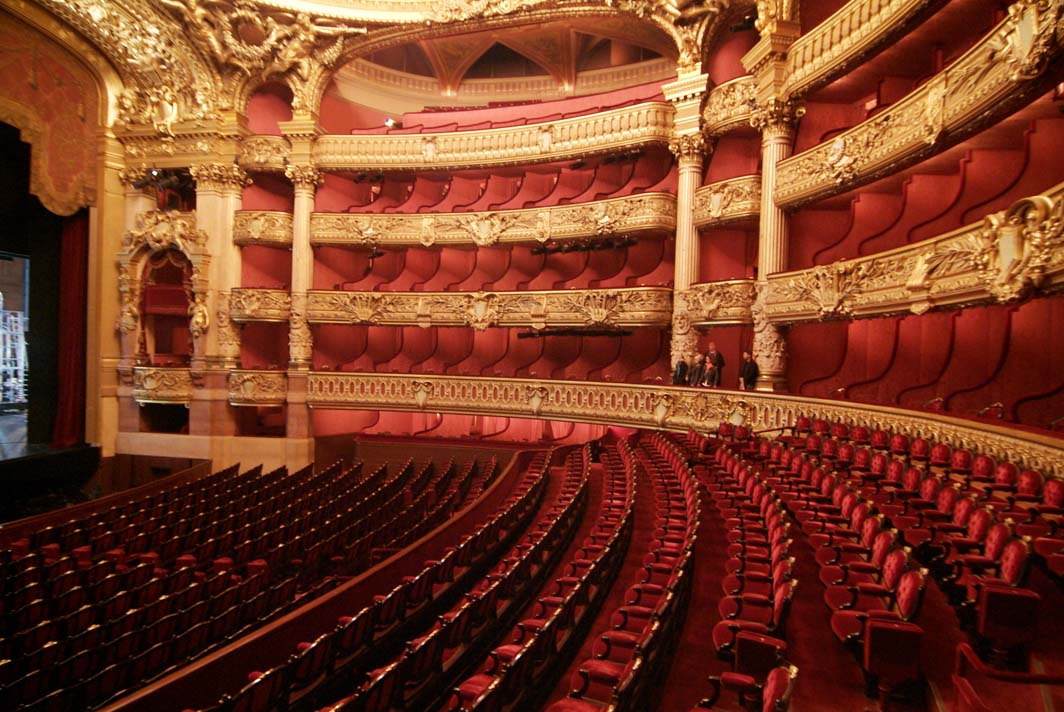
Thính phòng của Opéra Garnier

Trong lịch sử Paris có thể dễ dàng kể tên những tên tuổi lớn của âm nhạc và sân khấu như Molière, Georges Bizet, Frédéric Chopin, Sarah Bernhardt, Samuel Beckett... Truyền thống của những môn nghệ thuật trình diễn này vẫn được tiếp nối đến ngày nay và trở thành một trong những yếu tố thu hút du khách đến với thành phố. Với 3 nhà hát opera, 210 sân khấu, quán cà phê âm nhạc cùng 122 phòng trình diễn, có thể tìm thấy ở Paris nhiều chương trình biểu diễn phong phú.
Nằm ở một trong những khu vực đông đúc nhất của thành phố, Opéra Garnier với thích phòng gần hai ngàn chỗ ngồi là tác phẩm của kiến trúc sư Charles Garnier. Nhà hát opera nổi tiếng này từng là nơi trình diễn các tác phẩm kinh điển như Carmen của Georges Bizet, La Périchole của Jacques Offenbach hay Die lustige Witwe của Franz Lehár. Ngày nay, Opéra Garnier là nhà hát quan trọng nhất của Paris, cũng là một điểm hấp dẫn du khách nhờ kiến trúc lộng lẫy của công trình.
Saint-Germain-des-Prés ở Quận 6 là nơi được nhiều người yêu sân khấu tìm tới. Ở đây có thể thấy sự hiện diện của những nhà hát Babylone, Récamier hay Odéon. Tại trung tâm thành phố, nhà hát Châtelet với 2300 chỗ ngồi, được dành cho nhiều loại hình nghệ thuật, đặc biệt là opera và hòa nhạc, cũng là nơi tổ chức lễ trao giải César của môn nghệ thuật điện ảnh. Cách đó không xa, đoàn kịch danh tiếng Comédie-Française vẫn biểu diễn trong cung điện Palais-Royal.
Ở Paris còn có thể đến với những quán cabaret (tiệm hát), music hall (nhà hát ca nhạc) nổi tiếng. Moulin Rouge tại khu phố Pigalle được biết đến nhờ những điệu nhảy can can, những họa phẩm của Henri de Toulouse-Lautrec và là bối cảnh cho nhiều bộ phim. Các cabaret như Folies Bergère tại số 32 phố Richer, Le Lido trên đại lộ Champs-Élysées hay music hall Olympia ở số 28 đại lộ Capucines đều được rất nhiều du khách tìm đến. Trên khắp thành phố còn có thể thấy các câu lạc bộ nhạc jazz, các địa điểm dành cho nhạc pop, rock, các quán cà phê có biểu diễn... Các nhà thờ của Paris cũng là những điểm trình diễn quan trọng dành cho âm nhạc cổ điển.

### Địa điểm mua sắm

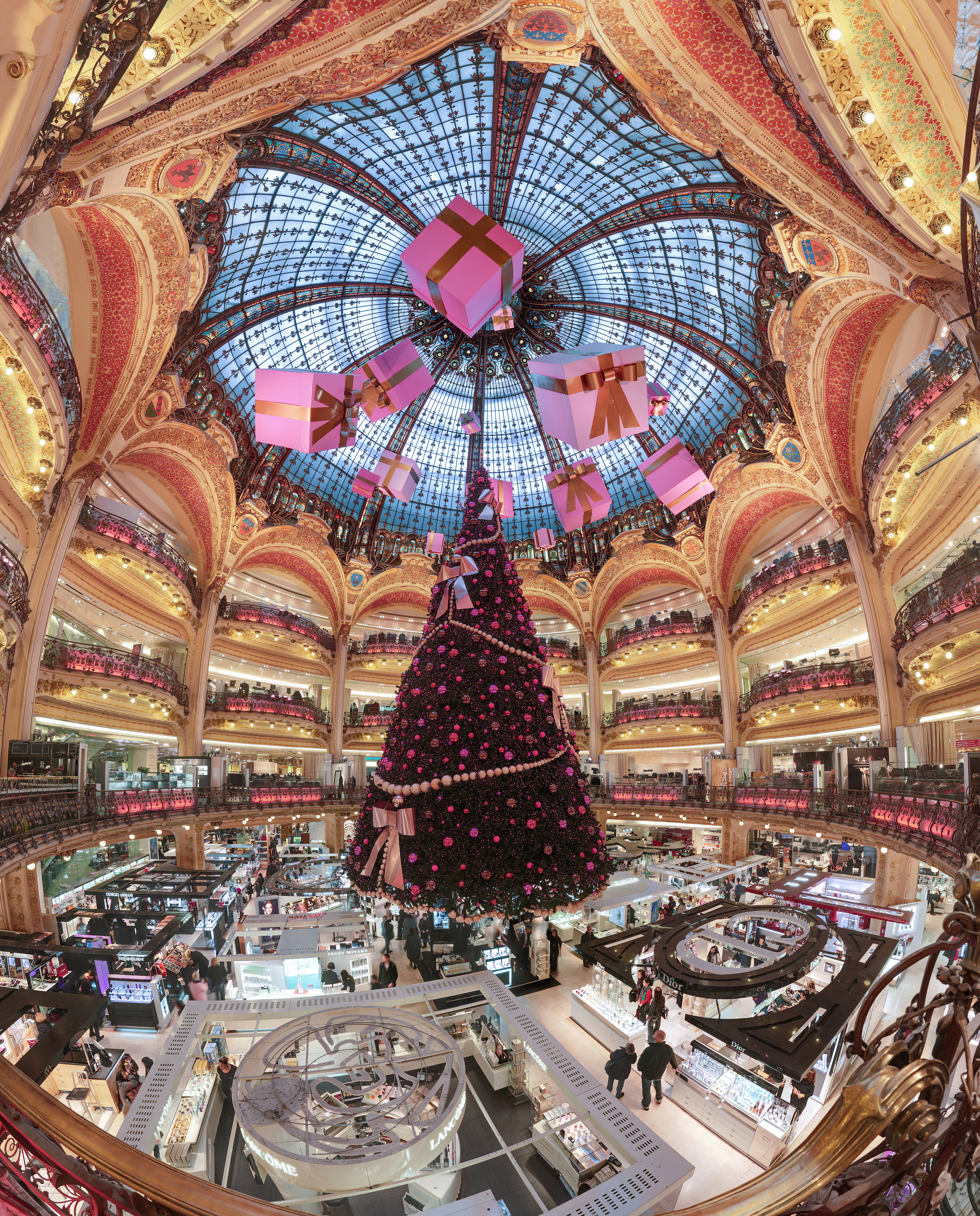
Galeries Lafayette, một trong những trung tâm mua sắm nổi tiếng nhất Paris

Mặc dù Paris ngày nay phải cạnh tranh với nhiều thành phố lớn khác, nhưng nơi đây vẫn được mệnh danh là kinh đô của thời trang và là một trong những trung tâm mua sắm thu hút nhất. Mỗi năm Paris có hai mùa hạ giá, mỗi mùa khoảng 5 tuần. Mùa thứ nhất vào tháng 1 và tháng 2, tức sau Giáng sinh và tết Dương lịch. Mùa thứ hai vào tháng 6 và tháng 7, tức đầu mùa hè. Trong khoảng thời gian này, hàng hóa, đặc biệt là quần áo, được bán với giá hạ 30, 40 đến 50%. Vào tuần cuối cùng, giá một số mặt hàng có thể hạ tới 70%.
Hầu hết các khu vực thương mại quan trọng của Paris đều nằm bên hữu ngạn. Lý do này được hình thành từ nhiều thế kỷ trước. Tả ngạn là nơi tập trung các trường học, trở thành trung tâm của giáo dục. Còn hữu ngạn với chợ Les Halles, các phố Poissonniers, Saint-Honoré... trở thành trung tâm buôn bán. Tới thời kỳ Belle Epoque, các đại cửa hàng xuất hiện và cũng hầu hết nằm bên hữu ngạn. Ngày nay, các đại cửa hàng, gồm Galeries Lafayette, Printemps, Le Bon Marché, La Samaritaine và BHV, vẫn là những địa điểm mua sắm quan trọng của Paris. Vị trí của các đại cửa hàng cũng thường là các khu phố mua sắm lớn: Lafayette và Printemps ở khu Haussmann, La Samaritaine và BHV nằm trên phố Rivoli. Bên cạnh đó phải kể tới các trung tâm thương mại quan trọng hiện diện khắp thành phố như Italie 2 nằm bên cạnh quảng trường Italie, Maine-Montparnasse ở khu phố Montparnasse, Forum des Halles nằm ở trung tâm thành phố.
Paris cũng hình thành những con phố dành riêng cho xa xỉ phẩm. Phố Paix và quảng trường Vendôme tập trung nhiều hãng trang sức, đồng hồ nổi tiếng. Trên con phố Faubourg-Saint-Honoré hiện diện rất nhiều cửa hàng thời trang cao cấp. Các đại lộ Champs-Elysées, George-V và Montaigne hợp thành khu phố được mệnh danh Tam giác vàng (Triangle d'or), địa điểm của các khách sạn sang trọng và những hãng thời trang danh tiếng.
Bên cạnh thời trang, Paris còn là nơi có thể tìm mua các tác phẩm nghệ thuật, đồ cổ, đồ trang trí. Nhiều cửa hàng, gallery được mở cửa để phục vụ những người săn lùng đồ vật quý giá, như Louvre des antiquaires bên quảng trường Palais-Royal, Hôtel des ventes Drouot-Richelieu ở số 9 phố Drouot, Carré Rive-Gauche nằm ở giữa Saint-Germain-des-Prés và bảo tàng Orsay. Những nhà đấu giá nổi tiếng như Sotheby's, Christie’s cũng đều có mặt ở Paris. Khu phố Le Marais với các phòng tranh, gallery là nơi tìm tới của những khách hàng yêu nghệ thuật. Bên bờ sông Seine, trong khu phố La Tinh, những cửa hàng bán sách cũ đã trở thành một nét văn hóa của Paris. Một cửa hàng sách nổi tiếng nơi đây, Shakespeare and Company, từng là điểm yêu thích của những nhà văn nổi tiếng như Ernest Hemingway, F. Scott Fitzgerald hay James Joyce.
Ngày nay, mặc dù các siêu thị có mặt ở khắp mọi nơi, thành phố Paris vẫn duy trì những khu chợ truyền thống cũ. Gần quảng trường Bastille, cạnh cửa ô Montreuil, trên đại lộ Président-Wilson... những người bán hàng và các khách mua vẫn tìm đến gặp nhau vào những buổi sáng. Bên cạnh những mặt hàng thực phẩm như thịt, rau, pho mát, hoa quả... các khu chợ này còn bày bán cả quần áo, giày dép... Đôi khi, những chợ đồ cũ cũng được tổ chức tại các con phố của Paris, nơi mọi người bày bán những món đồ đã cũ thích hợp với những người sưu tập.

### Các khu phố, Quảng trường

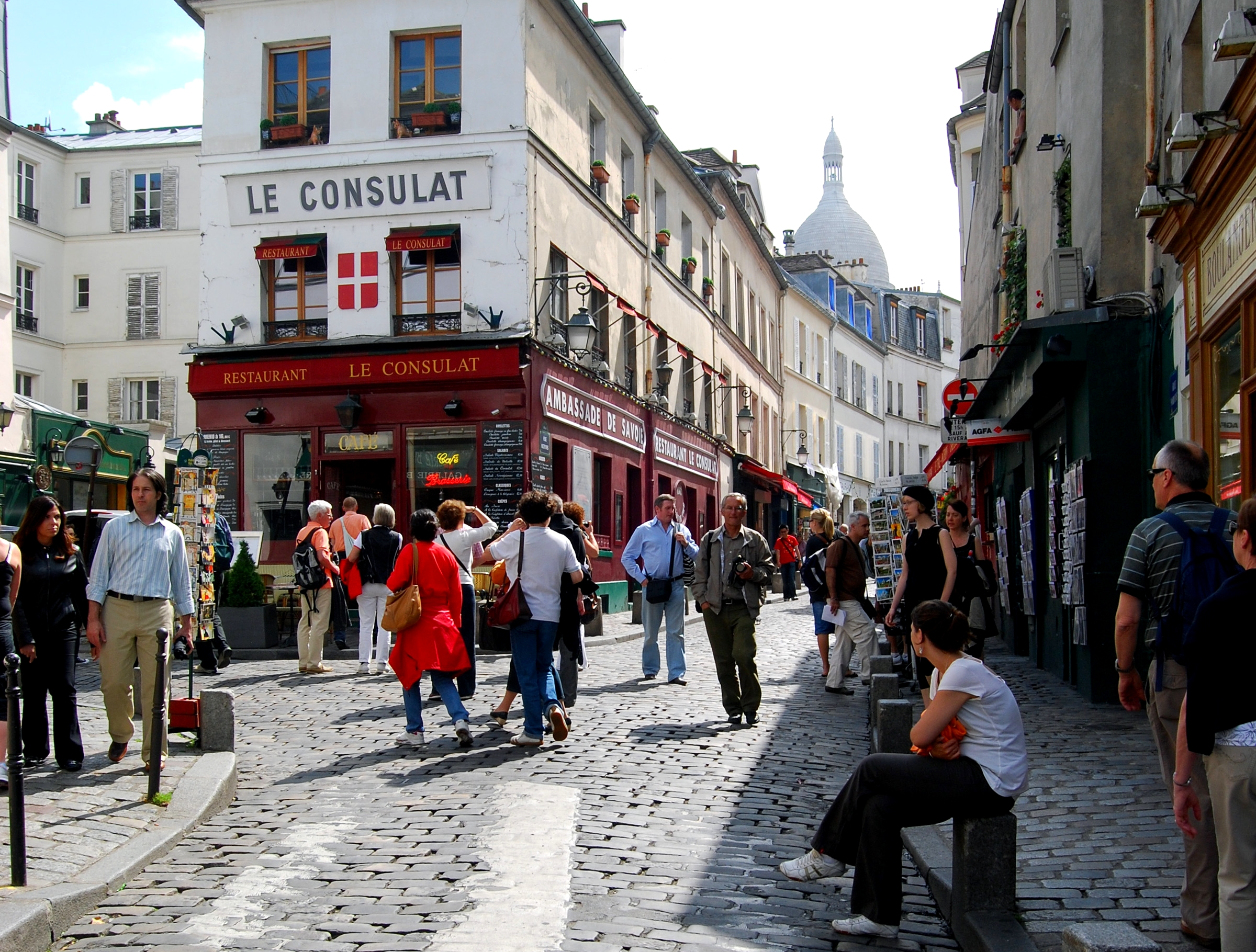
Một con phố của Montmartre, nơi luôn tấp nập du khách

Vai trò trung tâm nghệ thuật của Paris không chỉ thể hiện ở những bảo tàng, nhà hát, sân khấu. Các khu phố cũng phản ánh lịch sử lâu đời và nền văn hóa đa dạng của thành phố. Paris từng là điểm đến của vô số danh nhân, nghệ sĩ nổi tiếng và chính các khu phố của Paris đã ghi lại những dấu ấn của họ. Nằm ở phía Bắc thành phố, đồi Montmartre từng là nơi tập trung rất nhiều họa sĩ lớn của cuối thế kỷ 19 và đầu thế kỷ 20. Nhiều du khách ngày nay tìm tới Montmartre để được tận mắt nhìn thấy xưởng vẽ Bateau-Lavoir, quán Lapin Agile, Moulin de la Galette. Trên đỉnh đồi, không xa nhà thờ Sacré-Cœur, quảng trường Tertre với các nhà hàng, quán cà phê bao quanh là nơi các họa sĩ vẽ chân dung cho khách du lịch. Dưới chân đồi Montmartre, Pigalle trở thành khu phố đèn đỏ của Paris, nơi tập trung các sex shop, các quán bar, quán cà phê. Khu phố về đêm này còn hấp dẫn nhờ các cabaret nổi tiếng như Moulin Rouge, Folies Bergère.
Bên tả ngạn, tương tự Montmartre, khu phố Montparnasse cũng từng ghi dấu chân của những họa sĩ nổi tiếng như Pablo Picasso, Amedeo Modigliani, Henri Matisse hay các nhà văn như Ernest Hemingway, F. Scott Fitzgerald. Các quán cà phê Les Deux Magots, Café Procope, Café de Flore của Saint-Germain-des-Prés từng thu hút những Voltaire, Diderot, d'Alembert, Benjamin Franklin, Jean-Paul Sartre, Simone de Beauvoir, ngày nay tiếp tục hấp dẫn các khách du lịch. Cách đó không xa, rất nhiều các nhà hàng, quán ăn Pháp, Ý, Mexico... nằm san sát trong những con phố nhỏ, khu vực đầu đại lộ Saint-Michel. Thuộc Quận 3 và Quận 4, Le Marais, nơi tập trung của những người đồng tính luyến ái, cũng là một khu vực hấp dẫn du khách nhờ các bảo tàng, quán bar, gallery nghệ thuật.

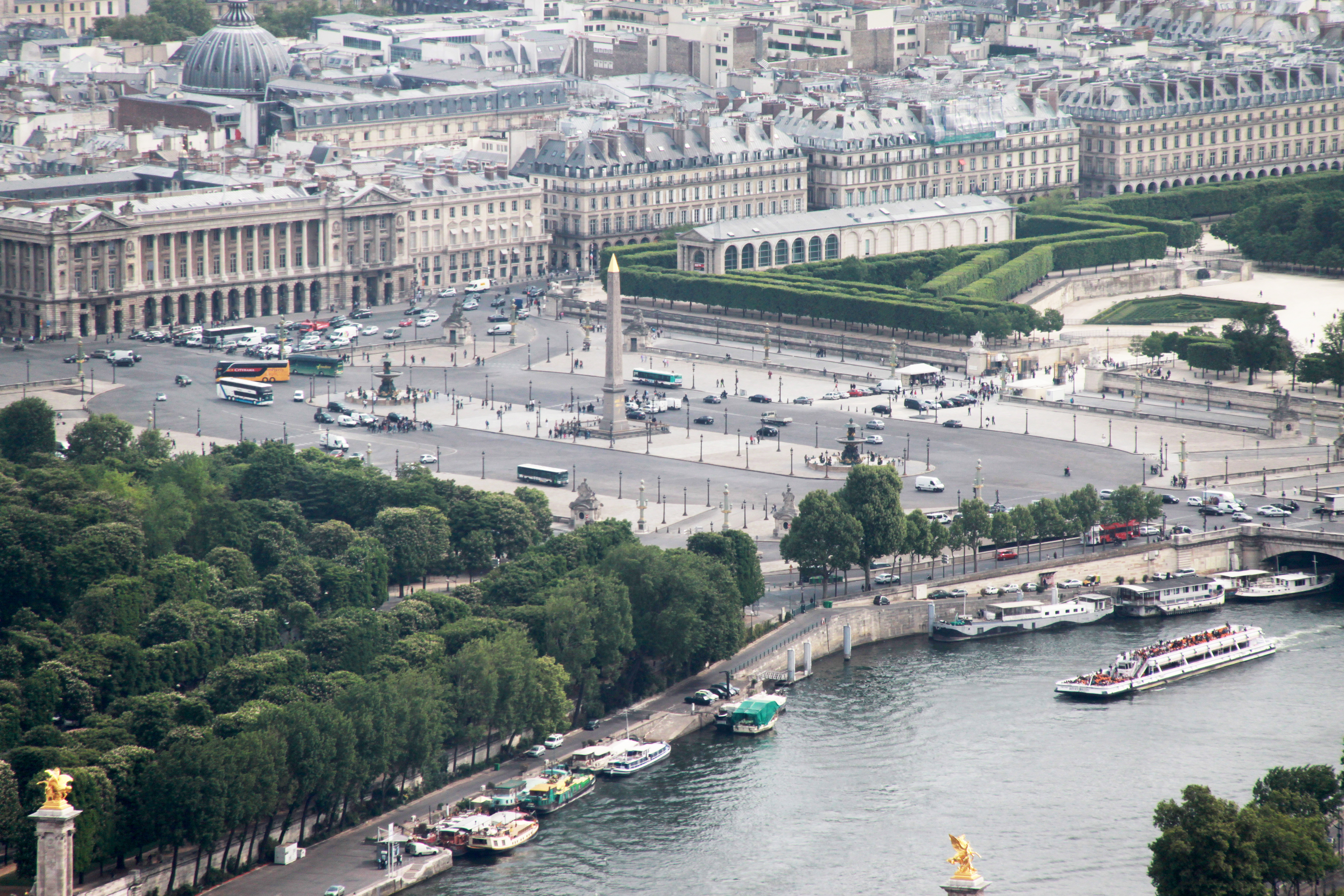
• Ảnh: Toàn cảnh Quảng trường Concorde nhìn từ tháp Eiffel.

Nằm trên trục Axe historique, đại lộ Champs-Élysées là con phố nổi tiếng nhất của Paris, bắt đầu từ quảng trường Concorde và kết thúc ở quảng trường Étoile, địa điểm của Khải Hoàn Môn. Champs-Élysées trước đây là một khu vực sang trọng, nhưng ngày nay trở nên đại chúng với sự góp mặt của nhiều cửa hiệu, quán cà phê, hiệu ăn nhanh, nhà hàng... Đây cùng là nơi tổ chức lễ duyệt binh của ngày quốc khánh Pháp, chặng cuối của cuộc đua xe đạp Tour de France và là địa điểm người dân Paris cùng khách du lịch đón chào năm mới.

### Các địa điểm ngoại ô

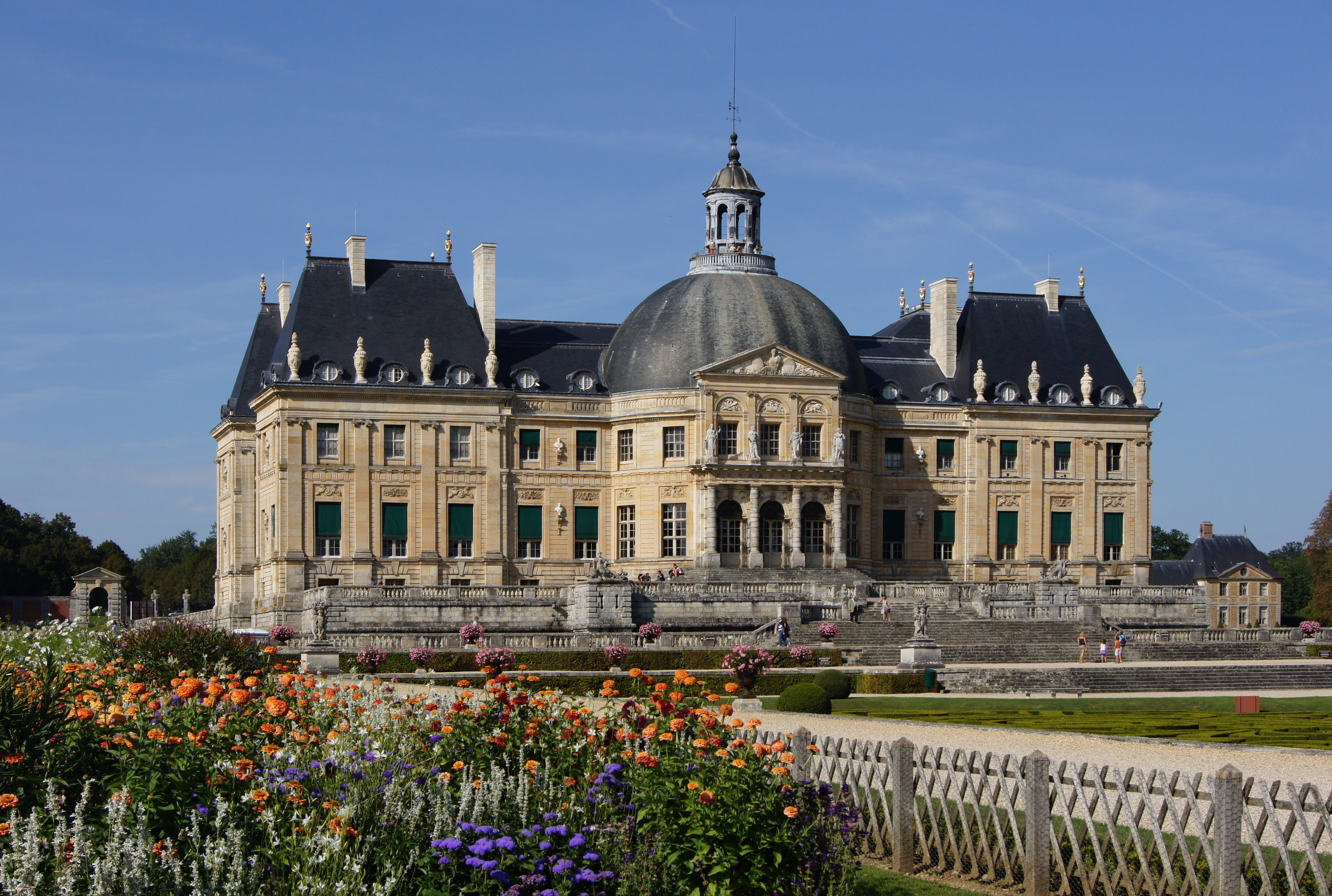
Vaux-le-Vicomte, một trong nhiều lâu đài nằm rải rác ở ngoại ô Paris

Do đặc điểm địa giới hành chính của Paris chỉ gồm 20 quận nên một số công trình nổi tiếng ở ngoại ô không thuộc về thành phố. Tuy vậy, những địa điểm này cũng vẫn góp phần thu hút du khách đến với Paris.
Nằm ở ngoại ô phía Tây thành phố, lâu đài Versailles là một trong những địa điểm du lịch quan trọng nhất của vùng Île-de-France. Công trình từng là biểu tượng của quyền lực hoàng gia ngày nay trở thành một trong những biểu tượng của nước Pháp. Với 700 phòng, tổng diện tích 51.210 mét vuông cùng bộ sưu tập 6.123 họa phẩm và 2.102 tác phẩm điêu khắc, lâu đài Versailles mỗi năm thu hút hơn 4 triệu du khách. Một cung điện hoàng gia khác cũng thuộc vùng Île-de-France là Fontainebleau. Công trình mang đậm dấu ấn Phục Hưng này được xây dựng chủ yếu dưới thời François I, vị vua đã mời nhiều nghệ sĩ người Ý nổi tiếng đến để trang hoàng cho cung điện. Với những giá trị về lịch sử và kiến trúc, Fontainebleau đã được UNESCO công nhận di sản thế giới vào năm 1981. Nằm bên cạnh Paris, lâu đài Vincennes, nơi cũng từng mang vai trò pháo đài, nhà tù, ngày nay trở thành điểm đến của không ít du khách. Một công trình lịch sử đặc biệt quan trọng khác là nhà thờ lớn Saint-Denis thuộc Seine-Saint-Denis, nơi an táng của phần lớn các vị vua và hoàng hậu Pháp kể từ thời Clovis I.
Thuộc Seine-et-Marne, cuối đường RER A, Disneyland Paris là công viên chủ đề thu hút nhất châu Âu và đứng thứ 5 thế giới với 14,5 triệu lượt khách vào năm 2007. Tính đến tháng 8 năm 2008, sau hơn 15 năm mở cửa, công viên chủ đề này đã đón tổng cộng 200 triệu lượt khách thăm. Không xa Disneyland, tại khu đô thị mới Val d'Europe có thể tìm thấy ngôi làng mua sắm La Vallée Village, nơi cửa hiệu của những hãng thời trang danh tiếng nằm trong các ngôi nhà nhỏ hai bên con phố lát gạch. Thuộc ngoại ô phía Tây Bắc Paris, khu đô thị hiện đại La Défense nằm trên đường kéo dài của trục Axe historique. Tại khu phố văn phòng này có thể thấy sự hiện diện của rất nhiều tòa nhà trọc trời, trong đó có Grande Arche nổi tiếng. Cũng ở phía Bắc thành phố, kế bên sân bay Le Bourget, bảo tàng hàng không lâu đời nhất thế giới Musée de l'Air et de l'Espace là điểm đến của khoảng 200 ngàn du khách mỗi năm.
Trong vùng Île-de-France còn có thể thấy rất nhiều lâu đài nằm rải rác, dù không nổi tiếng như những công trình ở Paris nhưng vẫn được không ít du khách tìm đến. Một trong số đó là lâu đài Vaux-le-Vicomte nằm cách trung tâm thành phố khoảng 50 km về hướng Đông Nam, thuộc Seine-et-Marne. Công trình mang phong cách kiến trúc baroque được xây dựng từ 1658 tới 1661 là tác phẩm của những nghệ sĩ danh tiếng bậc nhất thời kỳ đó: kiến trúc sư Louis Le Vau, họa sĩ trang trí Charles Le Brun và nhà thiết kế phong cảnh André Le Nôtre. Thuộc Rueil-Malmaison, lâu đài Malmaison từng là dinh của hoàng hậu Joséphine de Beauharnais, ngày nay trở thành bảo tàng quốc gia, nơi có thể tìm thấy họa phẩm Đệ nhất tổng tài vượt dãy Alpes trên đèo Grand-Saint-Bernard của Jacques-Louis David.

## Các sự kiện, lễ hội

### Hội chợ, triển lãm
Triển lãm thu hút nhất ở Paris ngày nay là Mondial de l’automobile (Thế giới xe hơi) được tổ chức hai năm một lần, vào mùa thu. Mở cửa rộng rãi cho tất cả công chúng, Mondial de l’automobile là một trong những triển lãm xe hơi quan trọng nhất, với nhiều hãng xe tham dự, trưng bày các sản phẩm mới cũng như những mẫu thiếp kế. Năm 2008, Mondial de l’automobile đã thu hút 362 nhãn hiệu xe hơi đến từ 25 quốc gia và đón tiếp 1.432.972 khách thăm. Một triển lãm lớn khác mang tên Foire de Paris (Hội chợ Paris), được tổ chức thường niên tại Khu triển lãm cửa ô Versailles vào cuối tháng 4, đầu tháng 5. Chung địa điểm với Foire de Paris, Salon international de l’agriculture (Triển lãm nông nghiệp quốc tế) mở cửa trong tháng 3 là hội chợ nông nghiệp quan trọng nhất của Pháp, đã đón 471.792 lượt khách vào năm 2006.
Cũng tổ chức hai năm một lần như Mondial de l’automobile nhưng vào các năm lẻ, Paris Air Show là một trong những triển lãm hàng không danh tiếng nhất, với sự tham gia của hầu hết các nhà sản xuất trên thế giới, gồm cả các hãng máy bay quân sự. Ngoài các triển làm mở cửa rộng rãi cho công chúng, một số khác chỉ dành riêng cho giới chuyên nghiệp, như Batimat về xây dựng, Sima với các máy móc nông nghiệp hay Sial về lĩnh vực thực phẩm.
Bắt đầu từ năm 1981, Salon du livre de Paris (Triển lãm sách Paris) được tổ chức vào mỗi mùa xuân hàng năm. Với các cuộc gặp gỡ giữa những nhà văn, tác giả kịch bản, nhà minh họa... cùng giới xuất bản, các độc giả, Salon du livre de Paris đã trở thành một sự kiện văn hóa quan trọng của thành phố. Một vài triển lãm độc đáo khác cũng thu hút nhiều khách viếng thăm như Salon du cheval (Triển lãm ngựa), Salon du chocolat (Triển lãm sô cô la).

### Lễ hội

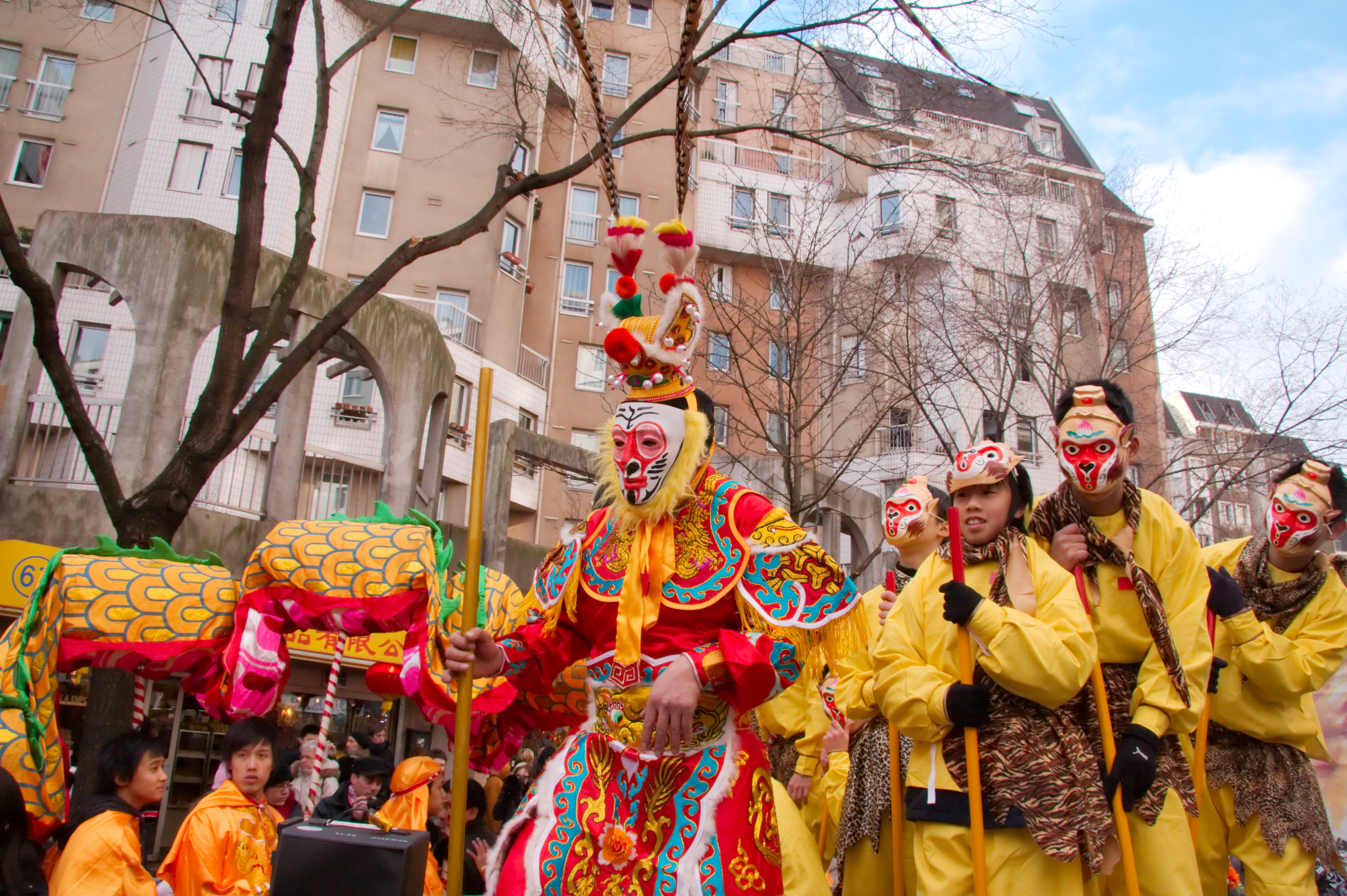
Tết Nguyên Đán được tổ chức tại khu phố Tàu, năm 2009

Là một thành phố lớn, Paris có những lễ hội riêng bên cạnh các lễ hội chung với nước Pháp và thế giới. Lịch sử cũng đã khiến thành phố hình thành một số địa điểm lễ hội truyền thống. Công viên Champ-de-Mars, dưới chân tháp Eiffel, là nơi tổ chức các buổi trình diễn ca nhạc lớn, cũng là điểm bắn pháo hoa mừng ngày quốc khách Pháp. Đại lộ Champs-Elysées và quảng trường Étoile với Khải Hoàn Môn nổi tiếng là nơi đoàn duyệt binh ngày 14 tháng 7 đi ngang qua để vào trung tâm thành phố. Các cổ động viên thể thao thường tìm đến Champs-Elysées trong những dịp ăn mừng chiến thắng và đại lộ danh tiếng này cũng là điểm truyền thống để mọi người cùng chờ đón thời khắc chuyển giao sang năm mới trong đêm giao thừa.
Hầu như tất cả các tháng trong năm Paris đều có lễ hội và với nhiều chủ đề khác nhau. Lễ hội âm nhạc (Fête de la musique) được tổ chức vào ngày 21 tháng 6 hàng năm, các ban nhạc chơi trên khắp các đường phố. Solidays, với mục đích chống lại căn bệnh SIDA diễn ra vào tháng 7 tại trường đua ngựa Longchamp, cũng là một ngày hội âm nhạc. Với điện ảnh, từ năm 2003, thành phố bắt đầu tổ chức Paris Cinéma, liên hoan phim với nhiều hoạt động dành cho công chúng. Paris cũng là địa điểm của nhiều sự kiện thể thao quan trọng. Marathon Paris được tổ chức vào tháng 4 với quãng đường chạy dài 42,195 km quanh các con phố Paris. Tháng 7, Champs-Élysées là chặng đích của cuộc đua xe đạp Tour de France. Riêng môn quần vợt, có hai giải đấu quan trọng được tổ chức ở Paris: Giải Paris mở rộng vào đầu tháng 11 ở cung thể thao Paris-Bercy và Roland-Garros vào cuối tháng 5, đầu tháng 6 tại sân vận động cùng tên.
Với sự giao thoa giữa các nền văn hóa, một số lễ hội du nhập cũng đã trở nên quan trọng ở Paris. Những người Ấn Độ đã mang tới thành phố lễ hội Ganesha, những người Hồi giáo mang tới tháng Ramadan và những người châu Á với Tết Nguyên Đán được tổ chức vào đầu năm ở khu phố Tàu, Quận 13. Những năm gần đây, thành phố Paris cũng tổ chức thêm những lễ hội mới. Paris-Plage (Paris-Bãi biển), bắt đầu từ mùa hè 2002, thay đổi một đoạn bờ sông Seine thành bãi biển nhân tạo với cát, ghế gập, dù che nắng. Nuit Blanche (Đêm trắng), cũng được tổ chức từ 2002, vào đêm ngày thứ 7 sang chủ nhật đầu tiên của tháng 10 với nhiều hoạt động văn hóa, nghệ thuật.

## Du khách

### Lượng khách thăm Paris

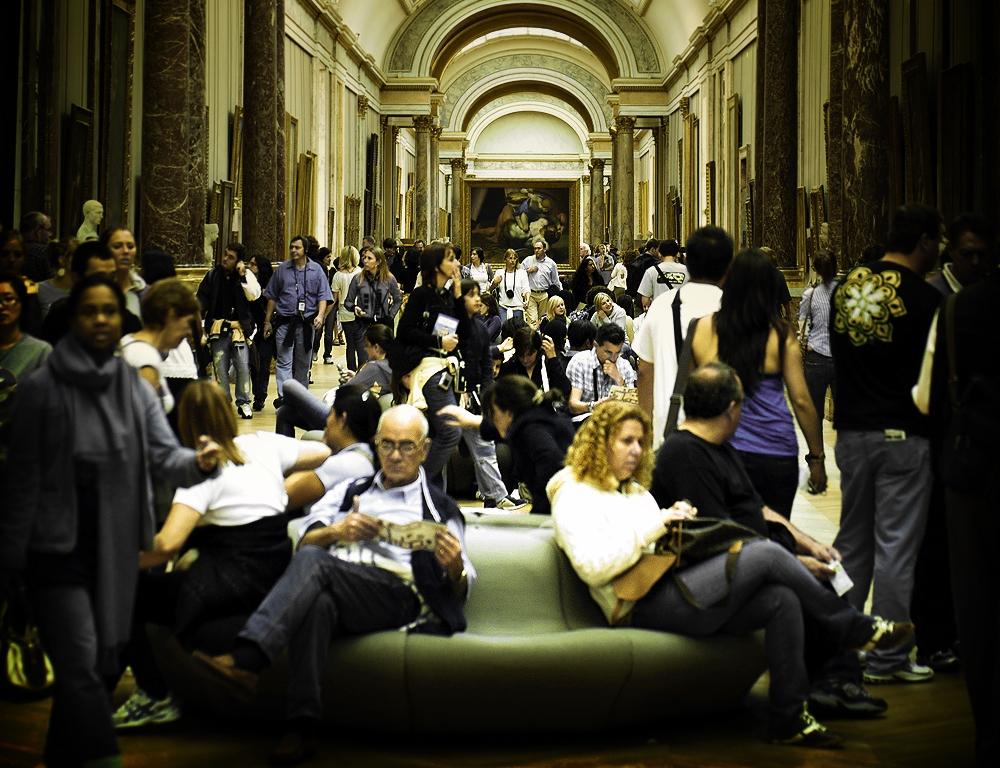
Du khách trong bảo tàng Louvre

Với 81.9 triệu khách vào năm 2007, nước Pháp vẫn là quốc gia dẫn đầu về lượng khách du lịch quốc tế, bỏ xa Tây Ban Nha với 59.2 triệu ở vị trí thứ hai. Paris, với vai trò thủ đô nước Pháp và một trong những thành phố toàn cầu, trở thành điểm đến quan trọng bậc nhất của thế giới. Rất nhiều các thống kê cho thấy "kinh đô ánh sáng" chính là thành phố du lịch hấp dẫn nhất.
Mỗi năm Paris đón khoảng 30 triệu du khách. Các địa điểm du lịch của thành phố cũng giữ những vị trí cao nhất trong những bảng thống kê: tháp Eiffel là công trình thu phí thu hút nhất, Louvre và Trung tâm Pompidou là hai bảo tàng có lượng khách thăm đông nhất. Năm 2007, 50 địa điểm hàng đầu của thành phố đã thu hút 70,4 triệu lượt khách viếng thăm. Ý kiến của các du khách cho thấy Paris là thành phố đẹp nhất, hấp dẫn nhất, nhưng lại là thành phố kém hiếu khách và đắt đỏ. Trên tổng số 60 thành phố lớn, Paris xếp thứ 52 về chất lượng đón tiếp và thứ 55 về mức độ dễ chịu của giá cả.
Mặt khác, Paris cũng phải đối mặt với sự cạnh tranh của một số thành phố. Hai đối thủ lớn nhất của Paris ở châu Âu là London và Roma. Năm 2006, London đứng trên Paris về số đêm khách nghỉ tại khách sạn. Roma tuy xếp ở vị trí thứ ba, nhưng đã có bước tiến mạnh mẽ trong vài năm gần đây. Các thành phố du lịch quan trọng tiếp theo ở châu Âu như Dublin, Wien, Praha và Budapest, cũng có mức tăng trưởng đáng kể và một trong những lý do quan trọng là sự phát triển của các hãng hàng không giá rẻ.
Lý do đầu tiên khiến các du khách tìm đến Paris là những công trình kiến trúc và hệ thống bảo tàng của thành phố. Gần một nửa các du khách cũng cho biết họ tới đây để mua sắm. Với những khách du lịch công vụ, 54% có mặt tại Paris vì các cuộc gặp gỡ công việc, 23% tới tham dự hội thảo, tiếp đó tới các hội chợ, triển lãm. Paris còn là thành phố ẩn chứa những hấp dẫn khiến du khách không chỉ tới đây một lần. Cuộc điều tra mùa hè năm 2008 của Văn phòng du lịch Paris cho thấy trung bình các khách du lịch công vụ đến thành phố 19,8 lần, con số với những du khách giải trí bằng khoảng một nửa, 9,3 lần. Ngược lại, các khách du lịch đơn thuần có quãng thời gian lưu lại Paris lâu hơn. Hai phần ba số người được hỏi cho biết họ dành 7 đến 9 ngày cho Paris. Con số tương đương với các khách du lịch công vụ là 2 đến 3 ngày.

### Chi tiêu của du khách

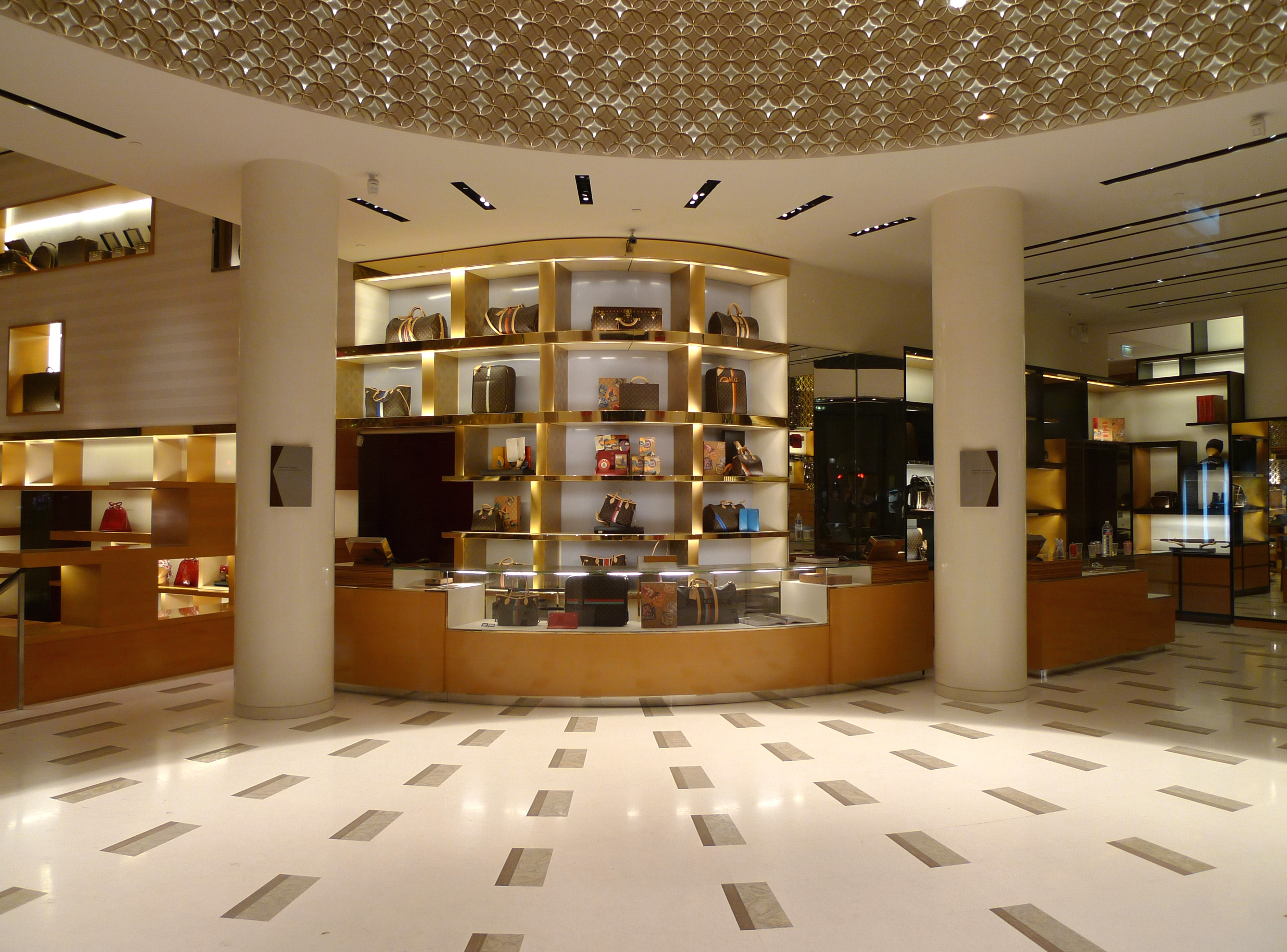
Cửa hàng Louis Vuitton tại Champs-Elysées, một địa điểm mua sắm ưu thích của các du khách

Theo cuộc điều tra năm 2008 của Văn phòng du lịch Paris, trung bình một ngày những du khách giải trí tiêu hết 167,9 euro và trong toàn bộ quãng thời gian lưu lại thành phố, họ chi tiêu tổng cộng 947,8 euro. Các khách du lịch công vụ có thời gian ở lại Paris ngắn hơn nhưng họ chi tiêu nhiều hơn, trung bình 236,4 euro một ngày và tổng cộng 1006,9 euro trong quãng thời gian tại đây.
Rất nhiều du khách tới Paris không trú tại khách sạn mà đến ở nhà bạn bè hoặc người thân. Với những khách du lịch công vụ, khoảng ba phần tư trong số họ chọn các khách sạn và phần lớn là 2 hoặc 3 sao. Còn các du khách giải trí, 41% tới nhà bạn bè hoặc người thân, trong đó với riêng những người Pháp, con số này lên đến 61,1%. Trung bình, các du khách công vụ chi trả 117,1 euro cho một đêm khách sạn, còn những khách du lịch giải trí thường chọn các khách sạn kém sang trọng hơn với giá trung bình 79,8 euro một tối. Một điều khác cũng rất tự nhiên, các du khách giải trí chọn các tiệm ăn nhanh thường xuyên hơn và số tiền dành cho bữa sáng, trưa và tối của họ cũng đều ít hơn so với các khách du lịch công vụ.
Sự khác biệt giữa hai nhóm du khách công vụ và du khách giải trí thể hiện rõ nhất ở các hoạt động của họ. Với những khách du lịch thông thường, bảo tàng và các công trình kiến trúc là những địa điểm hấp dẫn nhất. Những lựa chọn tiếp theo của họ là quán bar, tiệm rượu và đi thuyền trên sông Seine. Còn với những du khách công vụ, hoạt động giải trí của họ chủ yếu vào buổi tối nên tiệm rượu, quán bar là những lựa chọn số một. Mặc dù dù vậy, 42% trong số họ cũng dành thời gian đi thăm bảo tàng, triển lãm. Trung bình, các khách du lịch giải trí chi trả 72,4 euro cho tiền vé tham quan, còn với các du khách công vụ, con số này chỉ 48,9 euro.
Trong các khách du lịch giải trí, hai nhóm chi tiêu nhiều nhất đều đến từ châu Á: người Nhật trung bình 276 euro một ngày và người Trung Quốc trung bình 247,9 euro một ngày. Những du khách Nhật Bản và Trung Quốc cũng là những người mua sắm nhiều nhất. Trong khi mỗi ngày, những người Ý chỉ dành 16 euro cho việc mua sắm thì những du khách Nhật tiêu hết 85,6 euro trong các cửa hàng của Paris. Bên cạnh thời trang – sự lựa chọn hàng đầu của các du khách, sách, đĩa CD, DVD cũng nằm trong số những mặt hàng được du khách ưa thích.
Trong cuộc điều tra của Văn phòng du lịch Paris vào mùa hè năm 2008, bốn phần năm số người được hỏi cho rằng Paris là một thành phố đắt đỏ nhưng 99% trong số họ khẳng định sẽ quay lại đây trong tương lai.

 
| Điện Invalides                                    | \| Chi tiêu mỗi ngày của nhóm khách du lịch giải trí \| Chi tiêu mỗi ngày của nhóm khách du lịch giải trí \| Chi tiêu mỗi ngày của nhóm khách du lịch giải trí \| Chi tiêu mỗi ngày của nhóm khách du lịch giải trí \| Chi tiêu mỗi ngày của nhóm khách du lịch giải trí \| Chi tiêu mỗi ngày của nhóm khách du lịch giải trí \| Chi tiêu mỗi ngày của nhóm khách du lịch giải trí \| Chi tiêu mỗi ngày của nhóm khách du lịch giải trí \| Chi tiêu mỗi ngày của nhóm khách du lịch giải trí \| Chi tiêu mỗi ngày của nhóm khách du lịch giải trí \| \| \| Nhật Bản \| Trung Quốc \| Anh Quốc \| Hoa Kỳ \| Tây Ban Nha \| Đức \| Pháp \| Nga \| Ý \| \| ----------------------------------------------------- \| ------------------------------------------------- \| ------------------------------------------------- \| ------------------------------------------------- \| ------------------------------------------------- \| ------------------------------------------------- \| ------------------------------------------------- \| ------------------------------------------------- \| ------------------------------------------------- \| ------------------------------------------------- \| \| Khách sạn \| 99,9 € \| 81,0 € \| 77,7 € \| 77,0 € \| 73,0 € \| 71,7 € \| 57,8 € \| 94,1 € \| 78,1 € \| \| Ăn uống \| 44,6 € \| 40,1 € \| 46,4 € \| 48,4 € \| 38,1 € \| 42,4 € \| 38,9 € \| 38,4 € \| 34,1 € \| \| Vé tham quan \| 32,8 € \| 30,1 € \| 44,9 € \| 25,2 € \| 37,7 € \| 25,4 € \| 24,5 € \| 16,5 € \| 16,8 € \| \| Giao thông \| 5,7 € \| 10,3 € \| 9,4 € \| 10,8 € \| 9,2 € \| 6,6 € \| 7,5 € \| 5,4 € \| 6,3 € \| \| Vật dụng cần thiết \| 7,4 € \| 6,8 € \| 9,2 € \| 7,1 € \| 7,4 € \| 4,4 € \| 10,1 € \| 1,7 € \| 4,7 € \| \| Mua sắm \| 85,6 € \| 79,6 € \| 57,4 € \| 40,4 € \| 39,1 € \| 46,7 € \| 52,3 € \| 32,5 € \| 16,0 € \| \| Nguồn: Văn phòng du lịch Paris. Số liệu năm 2003.[50] \| \| \| \| \| \| \| \| \| \| |            |          |        |             |        |        |        |        |
| Chi tiêu mỗi ngày của nhóm khách du lịch giải trí | |            |          |        |             |        |        |        |        |
|                                                   | Nhật Bản | Trung Quốc | Anh Quốc | Hoa Kỳ | Tây Ban Nha | Đức    | Pháp   | Nga    | Ý      |
| Khách sạn                                         | 99,9 € | 81,0 €     | 77,7 €   | 77,0 € | 73,0 €      | 71,7 € | 57,8 € | 94,1 € | 78,1 € |
| Ăn uống                                           | 44,6 € | 40,1 €     | 46,4 €   | 48,4 € | 38,1 €      | 42,4 € | 38,9 € | 38,4 € | 34,1 € |
| Vé tham quan                                      | 32,8 € | 30,1 €     | 44,9 €   | 25,2 € | 37,7 €      | 25,4 € | 24,5 € | 16,5 € | 16,8 € |
| Giao thông                                        | 5,7 € | 10,3 €     | 9,4 €    | 10,8 € | 9,2 €       | 6,6 €  | 7,5 €  | 5,4 €  | 6,3 €  |
| Vật dụng cần thiết                                | 7,4 € | 6,8 €      | 9,2 €    | 7,1 €  | 7,4 €       | 4,4 €  | 10,1 € | 1,7 €  | 4,7 €  |
| Mua sắm                                           | 85,6 € | 79,6 €     | 57,4 €   | 40,4 € | 39,1 €      | 46,7 € | 52,3 € | 32,5 € | 16,0 € |
| Nguồn: Văn phòng du lịch Paris. Số liệu năm 2003. | |            |          |        |             |        |        |        |        |